# Maria I. (England)

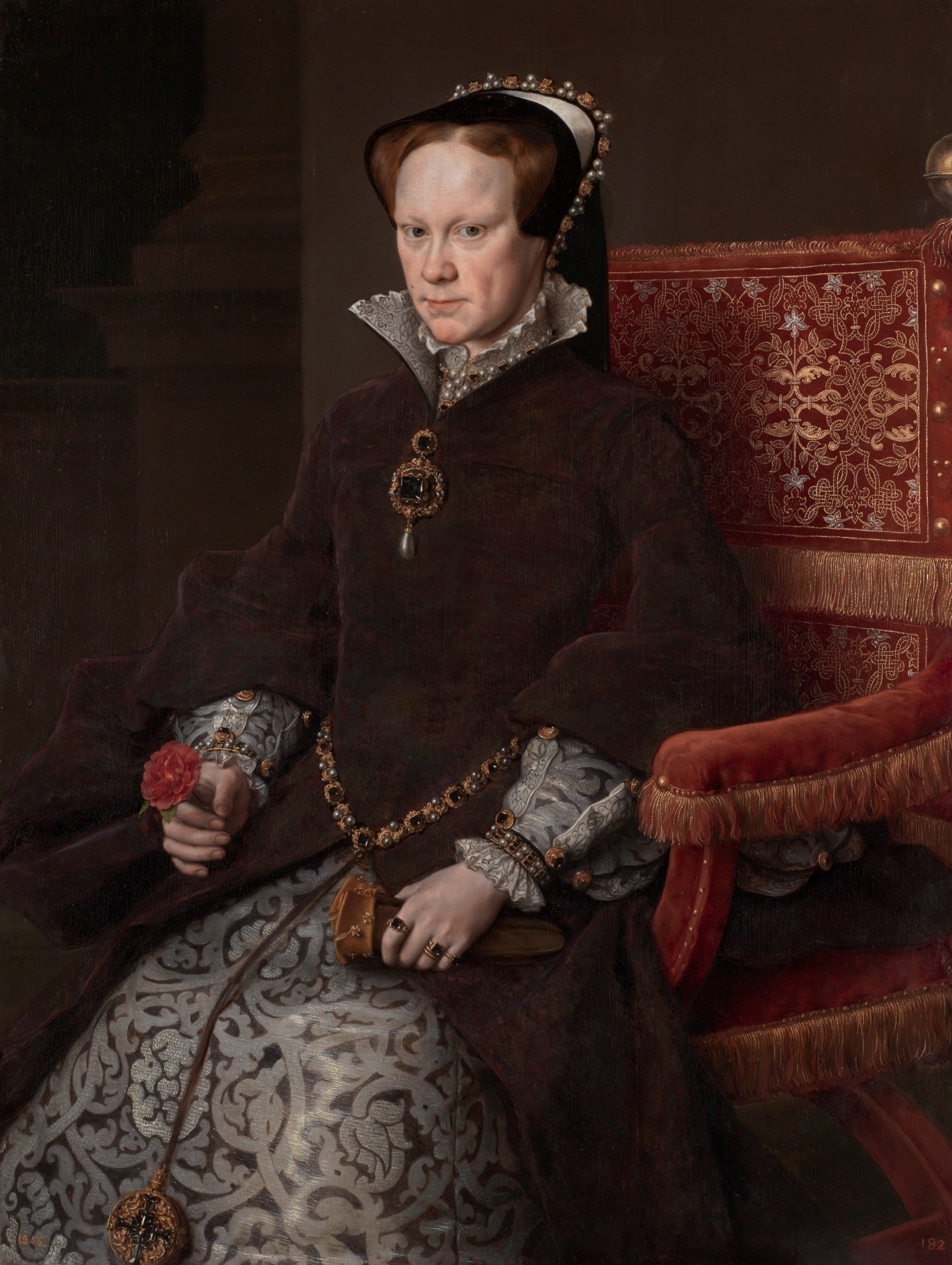
Maria I. (Porträt von Anthonis Mor, 1554)

Maria I. (englisch Mary I oder Mary Tudor), auch Maria Tudor, Maria die Katholische oder Maria die Blutige (* 18. Februar 1516 im Palace of Placentia, Greenwich; † 17. November 1558 im St James’s Palace, London), war von 1553 bis zu ihrem Tod Königin von England und von Irland und der vierte Monarch des Hauses Tudor. Durch ihre Heirat mit Phillip II. von Spanien wurde sie ab 1556 auch Königin von Spanien. Sie war die Tochter König Heinrichs VIII. und seiner ersten Frau Katharina von Aragon. Als ihr Vater die Ehe vom englischen Klerus für nichtig erklären ließ und Anne Boleyn heiratete, wurde Maria dauerhaft von ihrer Mutter getrennt, zum königlichen Bastard erklärt und von der Thronfolge ausgeschlossen. Aufgrund ihrer Weigerung, Heinrich als Oberhaupt der Kirche von England und sich selbst als illegitime Tochter anzuerkennen, fiel Maria jahrelang in Ungnade und entging nur durch ihre letztliche Unterwerfung einer Verurteilung als Verräterin. Heinrich nahm sie 1544 wieder in die Thronfolge auf, legitimierte sie jedoch nicht.
Nach dem frühen Tod ihres jüngeren Halbbruders König Eduard VI. setzte sich Maria gegen ihre protestantische Großnichte und Rivalin Jane Grey durch und wurde zur ersten Königin Englands aus eigenem Recht gekrönt, womit erstmals in der englischen Geschichte eine Frau die uneingeschränkten Rechte eines Souveräns ausübte, abgesehen von der umstrittenen Herrschaft der Kaiserwitwe Matilda als Herrin von England. Marias Herrschaft war geprägt von großen konfessionellen Spannungen, da Maria versuchte, den Katholizismus wieder als Staatsreligion zu etablieren. Unter ihrer Herrschaft wurden fast dreihundert Protestanten hingerichtet. Die Nachwelt bezeichnete sie daher, je nach Standpunkt, mit den Beinamen „die Katholische“ oder „die Blutige“ (englisch Bloody Mary). Marias protestantische Halbschwester und Nachfolgerin Elisabeth I. machte Marias religionspolitische Maßnahmen wieder rückgängig.

## Leben

### Frühe Jahre

#### Kindheit und Jugend
Maria Tudor wurde am 18. Februar 1516 als fünftes Kind König Heinrichs VIII. und seiner ersten Frau Katharina von Aragon im Palace of Placentia bei Greenwich geboren. Drei Tage nach ihrer Geburt wurde sie in der nahen Church of the Observant Friars getauft, gehalten wurde sie dabei von einer engen Freundin der späteren Königin Anne, Elizabeth Howard, der Ehefrau des Thomas Howard, 3. Duke of Norfolk. Ihre Taufpaten wurden unter anderem der einflussreiche Kardinal Wolsey und ihre Verwandten Margaret Pole, 8. Countess of Salisbury und Katherine of York. Ihre Namenspatronin war ihre Tante Mary Tudor.
Anders als die übrigen Kinder Katharinas überstand Maria die ersten Lebensmonate. Der venezianische Botschafter Sebastian Giustiniani gratulierte dem König „zur Geburt seiner Tochter und dem Wohlbefinden ihrer heiteren Mutter, der Königin“, auch wenn es „noch erfreulicher gewesen wäre, wenn das Kind ein Sohn gewesen wäre.“ Heinrich ließ sich jedoch nicht entmutigen. „Wir sind beide jung; war es diesmal eine Tochter, so werden mit Gottes Gnade Söhne folgen.“ Der König machte keinen Hehl aus seiner Zuneigung zu seiner Tochter und erzählte Giustiniani stolz: „Bei Gott, dieses Kind weint niemals.“
In ihren ersten beiden Lebensjahren wurde Maria, wie es für königliche Kinder üblich war, von Gouvernanten und Ammen versorgt. Sie stand unter der Aufsicht einer früheren Hofdame der Königin, Lady Margaret Bryan, die später auch für die Erziehung von Marias jüngeren Halbgeschwistern Elisabeth und Eduard verantwortlich war.  Ab dem Jahr 1520 fiel diese Rolle Margaret Pole zu. Trotz ihres zarten Alters war Maria jedoch bereits eine wichtige Partie auf dem Heiratsmarkt. Sie war bislang die einzige Erbin, doch hoffte Heinrich weiterhin auf einen Sohn als Thronfolger. Obwohl England Frauen nicht prinzipiell von der Thronfolge ausschloss, war die Herrschaft der bislang einzigen Regentin Matilda von Unruhen und Krieg geprägt gewesen. Eine gekrönte Königin aus eigenem Recht hatte es in England bislang nicht gegeben und der Gedanke warf Fragen auf, ob der Adel sie akzeptieren würde, ob sie einen ausländischen Monarchen heiraten sollte und inwieweit eine solche Ehe England politisch abhängig machen würde. Angesichts dieser Probleme zögerte Heinrich, Maria offiziell zur Thronfolgerin zu ernennen. Seine Tochter sollte stattdessen eine Ehe eingehen, um die politischen Bündnisse ihres Vaters zu festigen. So wurde sie im Alter von zwei Jahren dem Dauphin Franz versprochen, dem Sohn des französischen Königs Franz I. Zu diesem Zweck fand eine Verlobung per Stellvertreter statt, in deren Verlauf die kleine Prinzessin Guillaume Bonnivet, den Stellvertreter des Dauphins, gefragt haben soll: „Seid Ihr der Dauphin? Wenn ja, möchte ich Euch küssen.“ Nach drei Jahren wurde die Verbindung jedoch wieder gelöst.

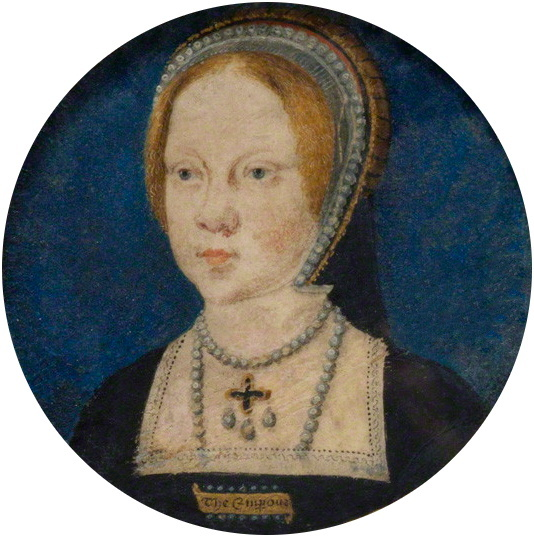
Maria als Braut Karls V. von Lucas Horenbout, ca. 1521–1525

Schon im Jahr 1522 schmiedete Heinrich mit dem Vertrag von Windsor ein zweites Ehebündnis. Marias neuer Ehemann in spe war ihr Cousin ersten Grades und Kaiser des Heiligen Römischen Reichs Karl V. Katharina unterstützte diese Verlobung nach Kräften, indem sie im März 1522 dem spanischen Gesandten die Fähigkeiten ihrer Tochter vorführte. Dieser schrieb Karl V. voller Bewunderung, dass Maria die Eleganz, Fähigkeiten und Selbstkontrolle einer Zwanzigjährigen besitze. Von diesem Zeitpunkt an trug Maria häufig eine Brosche mit der Aufschrift The Emperour ‚der Kaiser‘. Dennoch musste mit der Heirat bis zu Marias zwölftem Lebensjahr, dem damaligen Mindestalter für Eheschließungen, gewartet werden. Maria war erst fünf Jahre alt, Karl bereits einundzwanzig. Auch dieses Eheversprechen verlor wenige Jahre später seine Bedeutung, als Karl stattdessen die Prinzessin Isabella von Portugal heiratete.
Als Prinzessin genoss Maria eine fundierte Ausbildung unter der Leitung ihrer Erzieherin Margaret Pole. Neben ihrer Muttersprache Englisch lernte sie Latein, Französisch und Italienisch. Außerdem wurde die junge Maria in Musik unterrichtet und durch Gelehrte wie Erasmus von Rotterdam mit den Wissenschaften vertraut gemacht. Großen Anteil an ihrer frühen Erziehung hatte ihre Mutter, die ihre Studien regelmäßig überprüfte und der es gelang, den spanischen Humanisten Juan Luis Vives an den englischen Hof zu holen. Auf Katharinas Befehl schrieb Vives die Werke De institutione feminae christianae und De ratione studii puerilis, die ersten Lehrschriften für zukünftige Königinnen. Auf seine Anregung hin las Maria die Werke von Cicero, Plutarch, Seneca und Platon sowie Erasmus’ Institutio Principis Christiani und Utopia von Thomas Morus.
Der König gewährte Maria 1525 das Privileg eines eigenen Hofstaats in Ludlow Castle in den Welsh Marches, das als Sitz des Council of Wales and Marches das Machtzentrum des Fürstentums Wales sowie oft als Sitz des Prince of Wales, des Thronfolgers diente. Sie wurde damit also wie ein Thronfolger behandelt. Allerdings wurde sie nicht zur Princess of Wales ernannt, wie eigentlich üblich. Ihr Vater erhob gleichzeitig seinen Bastardsohn Henry Fitzroy zum Duke of Richmond und Somerset, überhäufte ihn mit königlichen Ämtern und schickte ihn an die nördlichen Grenzen des Reiches, wie einen Prinzen. Hoffnung auf einen legitimen männlichen Thronfolger hatte der König nicht mehr. Die Königin war äußerst verärgert über die Erhebung Fitzroys und protestierte, „kein Bastard sollte über die Tochter einer Königin erhoben werden.“ Stimmen wurden laut, der König erwäge vielleicht, Fitzroy statt Maria zum Thronfolger zu machen. Der König verhielt sich aber zweideutig und traf zunächst keine Entscheidung betreffs der Thronfolge.
Im Jahr 1526 wurde auf Anregung von Kardinal Wolsey den Franzosen der Vorschlag unterbreitet, die Prinzessin nicht mit dem Dauphin zu verheiraten, sondern mit dessen Vater, dem König Franz I. von Frankreich. Eine solche Verbindung sollte in einer Allianz beider Länder münden. Da Franz bereits Söhne aus erster Ehe hatte, so der Vorschlag, würden die Thronfolgen von England und Frankreich getrennt bleiben und, falls Heinrich ohne weitere Nachkommen blieb, Marias Kinder den englischen Thron erben. Ein neues Eheversprechen wurde unterzeichnet, das eine Heirat Marias mit Franz I. oder dessen zweitem Sohn Heinrich, dem Herzog von Orléans, vorsah. Zwei Wochen lang hielten sich französische Gesandte in England auf, denen die Prinzessin vorgeführt wurde und die sich von ihr beeindruckt zeigten. Allerdings gaben sie zu bedenken, dass sie „so dünn, zart und klein ist, dass es unmöglich ist, sie innerhalb der nächsten drei Jahre zu verheiraten“.

#### Verlust der Thronfolge
Ab dem Jahr 1527 strebte Heinrich VIII. eine kirchliche Erklärung an, die Ehe mit Katharina für nichtig erklären zu lassen. Der König selbst behauptete, der Bischof von Orleans habe ihm die Frage gestellt, ob seine Ehe mit Katharina gültig sei, da Katharina vorher mit Heinrichs Bruder Arthur Tudor verheiratet gewesen war. Im Fall der Nichtigkeit der Ehe wäre auch Maria für illegitim erklärt worden und hätte als keine angemessene Partie für einen französischen Prinzen gegolten. Heinrich hoffte, Katharinas Hofdame Anne Boleyn heiraten und mit ihr Söhne haben zu können. Katharina weigerte sich standhaft, Heinrichs Plänen zuzustimmen.
Trotz der ehelichen Schwierigkeiten verbrachten Heinrich und Katharina noch immer gemeinsam Zeit mit ihrer Tochter, unter anderem im Sommer 1528, zu Weihnachten 1530 und im März 1531. Es zeichnete sich jedoch früh ab, dass Anne Boleyn Maria misstraute. Als der König Maria im Juli 1530 besuchte, sandte Anne Boleyn Diener mit ihm, um zu erfahren, was er mit seiner Tochter besprach. Der spanische Botschafter Eustace Chapuys berichtete Karl V. zudem, dass der König überlegte, Maria mit Annes Verwandten, den Howards, zu verheiraten.
Obwohl Papst Clemens VII. die Nichtigkeitserklärung der Ehe strikt ablehnte, trennte sich Heinrich VIII. im Juli 1531 von Katharina. Er erkannte in der Folge den Primat des Papstes nicht mehr an und erklärte sich mit Zustimmung des Parlaments mittels der Suprematsakte selbst zum Oberhaupt der Church of England, die sich dadurch letztendlich zur anglikanischen Kirche wandeln sollte.
Im Januar 1533 heiratete der König seine mittlerweile schwangere Geliebte Anne Boleyn. Da ihr Kind nicht illegitim zur Welt kommen sollte, benötigte Heinrich ein kirchliches Dekret über die Nichtigkeit seiner ersten Ehe. Der Erzbischof von Canterbury, Thomas Cranmer, stellte nach einer Anhörung am 23. Mai die Ungültigkeit der Ehe zwischen Heinrich VIII. und Katharina von Aragon fest. Diese Erklärung sollte Maria zur unversöhnlichen Feindin Cranmers werden lassen.
Nachdem seine erste Ehe für nichtig erklärt worden war, verbot Heinrich Maria und Katharina jeglichen Kontakt zueinander. Dennoch schrieben sich die beiden weiterhin heimlich Briefe, die von treuen Dienstboten oder von Chapuys befördert wurden. In diesen Briefen beschwor Katharina ihre Tochter, dem König in allem gehorsam zu sein, solange sie sich dabei nicht an Gott und ihrem eigenen Gewissen versündigte. Ende April erfuhr Maria erstmals von Heinrichs zweiter Heirat. Nachdem Anne Boleyn im Mai zur neuen Königin von England gekrönt worden war, erkannte Heinrich VIII. Katharina nicht mehr als Königin an und befahl Maria, ihre Juwelen abzugeben. Chapuys hörte zudem, wie Anne Boleyn öffentlich prahlte, sie werde Maria zu ihrer Dienerin machen.
Als im September Anne Boleyn statt des erwarteten Jungen ein Mädchen, Elisabeth, zur Welt brachte, erkannte Heinrich Maria nicht mehr als legitime Tochter an. Sie verlor folglich ihren Status als Thronfolgerin und trug als illegitime Tochter des Königs nur noch den Titel einer Lady. Maria weigerte sich jedoch, ihrer Halbschwester den Titel zuzugestehen, der rechtmäßig ihr selbst zustand. Wie ihre Mutter und die römisch-katholische Kirche betrachtete sie die Ehe zwischen Katharina und Heinrich als gültig geschlossen und sich selbst daher als legitime Tochter Heinrichs. „Wenn ich dem Gegenteil zustimmte, beleidigte ich Gott“, erklärte sie und nannte sich „in allen anderen Dingen Eure gehorsame Tochter.“
Solange sich Katharina und Maria ihm widersetzten, sah Heinrich keine Möglichkeit, den konservativen Adel und die Königshäuser Europas von der Rechtmäßigkeit seiner Ehe mit Anne Boleyn zu überzeugen. Aus diesem Grund ging er nun härter gegen seine Tochter vor. Er löste ihren Haushalt auf und sandte sie nach Hatfield in den Haushalt ihrer neugeborenen Halbschwester, der sie als Hofdame dienen sollte. Maria unterstand nun direkt Lady Shelton, einer Tante Anne Boleyns, und wurde von ihren alten Freunden getrennt. Heinrich befürchtete möglicherweise, dass ihre Freunde Maria bestärken würden, und unternahm alles, um seine Tochter zu isolieren. Maria und auch die Bevölkerung schrieben diese Behandlung dem Einfluss der unpopulären Königin Anne zu. Anne Boleyn gab Lady Shelton nachgewiesenermaßen den Auftrag, Maria streng zu behandeln und sie zu ohrfeigen, sollte sie es wagen, sich als Prinzessin zu bezeichnen. Auch bewohnte Maria laut Chapuys den schlechtesten Raum im ganzen Haus.
Die schlechte Behandlung der früheren Prinzessin durch König und Königin brachte Maria Sympathien unter den einfachen Menschen, die in ihr weiterhin die legitime Thronerbin sahen. So jubelten sie Maria zu, wann immer sie sie sahen, und in Yorkshire gab sich ein junges Mädchen namens Mary für die Prinzessin aus mit der Behauptung, es sei ihr von ihrer Tante Mary Tudor vorhergesagt worden, dass sie zu einem Zeitpunkt ihres Lebens betteln gehen müsste. Auch Mitglieder des konservativen Adels waren Maria nach wie vor freundlich gesinnt, wie Nicholas Carew, Sir Francis Bryan und der Cousin des Königs Henry Courtenay, 1. Marquess of Exeter. Dennoch konnten auch sie nicht verhindern, dass Heinrich das Parlament am 23. März 1534 den First Act of Succession verabschieden ließ, der einzig Anne Boleyns Nachkommen als rechtmäßige Thronfolger anerkannte und alle Versuche, Maria wieder in die Thronfolge einzugliedern, bei Todesstrafe untersagte. Wer sich weigerte, den Eid auf diesen Akt zu leisten, wurde als Verräter hingerichtet, wie der Bischof John Fisher und der ehemalige Lordkanzler Thomas Morus.

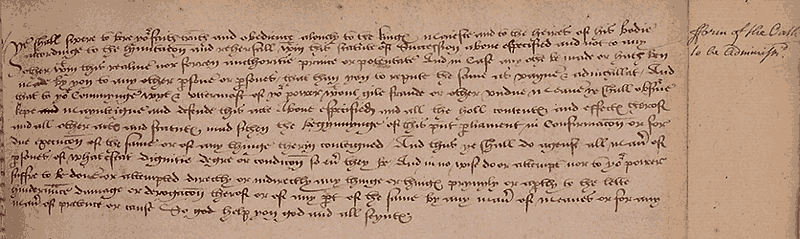
Handschriftliche Fassung des Eides auf den Act of Succession

Maria weigerte sich standhaft, den Eid auf den Akt zu leisten, und zeigte sich widerspenstig, wann immer man sie aufforderte, ihrer Halbschwester den Vortritt zu lassen. Infolgedessen wuchs ihre Angst vor einem Anschlag auf ihr Leben durch Gift. In dieser Zeit wurde Chapuys ihr engster Freund und Vertrauter, und sie bat ihn mehrmals, Karl V. zu überzeugen, ihr zu Hilfe zu kommen. 1535 gab es daher mehrere Pläne, sie aus England zu schmuggeln, die aber im Sande verliefen.
Obwohl Heinrich entschlossen war, den Trotz seiner Tochter zu brechen, zeigte sich hin und wieder, dass er nach wie vor Zuneigung für Maria empfand. Als der französische Botschafter ihre Fertigkeiten pries, traten dem König Tränen in die Augen. Er sandte ihr seinen persönlichen Leibarzt William Butts, als sie krank wurde, und gestattete auch Katharinas Arzt und Apotheker, seine Tochter zu untersuchen. Im Januar 1536 starb Katharina, ohne ihre Tochter noch einmal gesehen zu haben. Da bei ihrer Obduktion eine schwarze Verfärbung ihres Herzens festgestellt wurde, glaubten viele, darunter auch Maria, dass Katharina vergiftet worden war.
Anne Boleyn, der es bislang nicht gelungen war, ihren Status durch die Geburt eines männlichen Thronfolgers zu sichern, betrachtete Maria als echte Bedrohung. Zunehmend verzweifelt, sagte sie über Maria: „Sie ist mein Tod und ich bin ihrer.“ Nach Katharinas Tod fühlte Maria sich unsicherer als je zuvor, da Heinrich nach damaligem Recht im Falle der Ungültigkeit einer Ehe mit Anne unter Umständen das eheliche Leben mit Katharina wieder hätte aufnehmen müssen. Mehrmals bot Anne Maria an, zwischen ihr und ihrem Vater zu vermitteln, wenn Maria sie nur als Königin anerkennen würde. Maria weigerte sich jedoch, jemand anderen als ihre Mutter als Königin zu akzeptieren. Als Anne erkannte, dass sie wieder schwanger war, fühlte sie sich wieder sicher. Sobald ihr Sohn geboren sein würde, so die Königin, wüsste sie, was mit Maria geschehen würde. Sie erlitt jedoch an dem Tag, an dem Katharina beerdigt wurde, eine Fehlgeburt.
Als 1536 auch Anne Boleyn die Gunst des Königs verlor und wegen angeblichen Ehebruchs hingerichtet wurde, hoffte Maria auf eine Verbesserung ihrer Lage. Jane Seymour, die neue Frau in Heinrichs Leben, hatte ihr schon zuvor versichert, dass sie ihr nach Kräften beistehen werde. Davon ermutigt schrieb Maria an den König und gratulierte ihm zu seiner neuen Heirat; Heinrich antwortete jedoch nicht. Solange Maria ihn nicht als Oberhaupt der Kirche von England und sich selbst als illegitim anerkannte, weigerte er sich, sie als seine Tochter zu behandeln. Marias Halbschwester Elisabeth ging es nun ähnlich wie ihr wenige Jahre zuvor: Sie verlor ihren Platz in der Thronfolge und wurde zur Lady herabgestuft. Dies machte deutlich, dass Marias schwierige Lage vor allem von ihrem Vater und nicht allein von Königin Anne herbeigeführt worden war.

#### Versöhnung mit Heinrich VIII.
Um die Gunst Heinrichs VIII. wiederzuerlangen, war Maria zu Zugeständnissen bereit. Sie schwor, dem König treu zu dienen, „direkt nach Gott“, weigerte sich aber, den Eid auf ihn als Oberhaupt der Kirche von England zu leisten. Den protestantischen Glauben sah sie als Bildersturm an und als Enteignung der Kirche, deren Besitztümer in die Taschen des opportunistischen Adels wanderten. Zwischen ihr und dem Minister Thomas Cromwell entspann sich ein Briefwechsel, in dem Maria ihn einerseits um Vermittlung im Konflikt mit ihrem Vater bat, andererseits darauf bestand, dass sie keine weiteren Zugeständnisse machen konnte. Heimliche Briefe ihrer Mutter bestärkten sie darin, Entscheidungen nicht aufgrund von politischen Notwendigkeiten zu fällen, sondern Gott und ihr Gewissen als die höchste Instanz zu betrachten. Im Konflikt mit ihrem Vater führte sie daher immer wieder an, dass „mein Gewissen mir nicht erlaubt zuzustimmen“. Heinrich jedoch war nicht bereit, eine bedingte Kapitulation anzunehmen, und erhöhte den Druck auf Marias Freunde bei Hofe. So wurde u. a. Francis Bryan verhört, ob er geplant habe, Maria wieder in die Thronfolge einzugliedern, und Henry Courtenay verlor seinen Posten als Gentleman der Privy Chamber. Auch wurde Maria zugetragen, dass sie, sollte sie sich weiterhin widersetzen, als Verräterin verhaftet und verurteilt werden würde.
Cromwell, verärgert über Maria und unter Druck Heinrichs, erklärte Maria, dass sie, sollte sie nicht nachgeben, auf immer seine Unterstützung verlieren würde. Er nannte sie ärgerlich „die dickköpfigste, halsstarrigste Frau, die es je gegeben hat“. Chapuys und Marias Freunde beschworen sie, sich dem König zu unterwerfen. Schließlich gab Maria nach. Am 22. Juni 1536 unterzeichnete sie ein von Cromwell aufgesetztes Schriftstück Lady Mary’s Submission ‚Lady Marias Unterwerfung‘, womit sie die Ungültigkeit der Ehe ihrer Eltern und ihren Status als illegitime Tochter akzeptierte und den König als Oberhaupt der Kirche anerkannte. Damit hatte sie ihr Leben und das ihrer Freunde gerettet, doch gleichzeitig war alles, wofür sie und ihre Mutter gekämpft hatten, zunichte. Heimlich beauftragte sie Chapuys, ihr eine päpstliche Absolution zu besorgen. Chapuys schrieb besorgt an Karl V.: „Diese Angelegenheit der Prinzessin hat ihr größere Qualen bereitet als Ihr glaubt.“ Historiker gehen davon aus, dass diese Krise Maria dazu brachte, in späteren Jahren ihr Gewissen und ihren Glauben kompromisslos zu verteidigen.

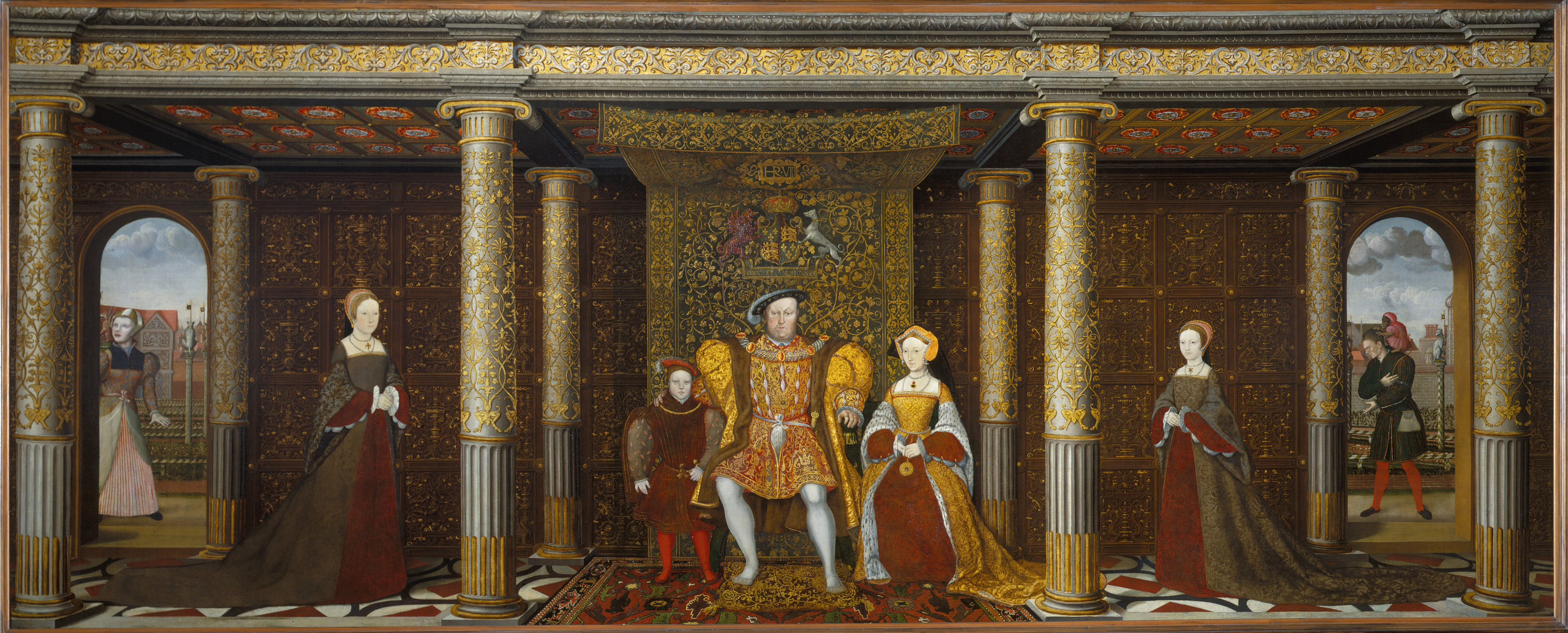
Heinrich VIII. mit Jane Seymour und seinen Kindern Prinz Eduard, Maria und Elisabeth

Drei Wochen später sah Maria ihren Vater zum ersten Mal nach fünf Jahren wieder und traf bei dieser Gelegenheit zum ersten Mal ihre neue Stiefmutter, Jane Seymour. Jane hatte sich beim König mehrere Male für Maria eingesetzt und zwischen den beiden entstand ein freundschaftliches Verhältnis. Nun, da Maria nachgegeben hatte, hieß Heinrich sie wieder am Hof willkommen, er gab ihr erneut einen eigenen Haushalt, und es wurde sogar über eine neue Verlobung für sie gesprochen. Doch obwohl Maria wieder als Tochter des Königs behandelt wurde, behielt sie den illegitimen Status, der sie nach damaligem Recht von jeglicher Erbfolge ausschloss. Im Herbst 1537 wurde der langersehnte Thronfolger Eduard geboren und Maria wurde seine Taufpatin. Nur wenig später starb seine Mutter Jane Seymour. Maria wurde die Ehre zuteil, auf einem schwarzen Pferd dem Trauerzug voranzureiten. Im Verlauf kümmerte sie sich um den kleinen Eduard, der ihr laut einem Bericht der Hofdame Jane Dormer „viele Fragen stellte, ihr Geheimhaltung versprach und ihr solchen Respekt und solche Verehrung entgegenbrachte, als wäre sie seine Mutter.“
Jane Seymours Tod blieb nicht der einzige Verlust Marias. 1538 geriet die Familie Pole unter Verdacht, in der sogenannten Exeter-Verschwörung gegen Heinrich zu konspirieren, darunter auch Margaret Pole, Marias einstige Gouvernante. Marias alte Freunde Henry Courtenay, Henry Pole und Nicholas Carew wurden als Verräter hingerichtet, Margaret Pole im Tower of London inhaftiert und im Jahr 1541 ebenfalls enthauptet. Cromwell warnte Maria in dieser Zeit davor, Fremde in ihren Haushalt aufzunehmen, da sie nach wie vor ein Fokus für Widerstand gegen die Religionspolitik des Königs war.

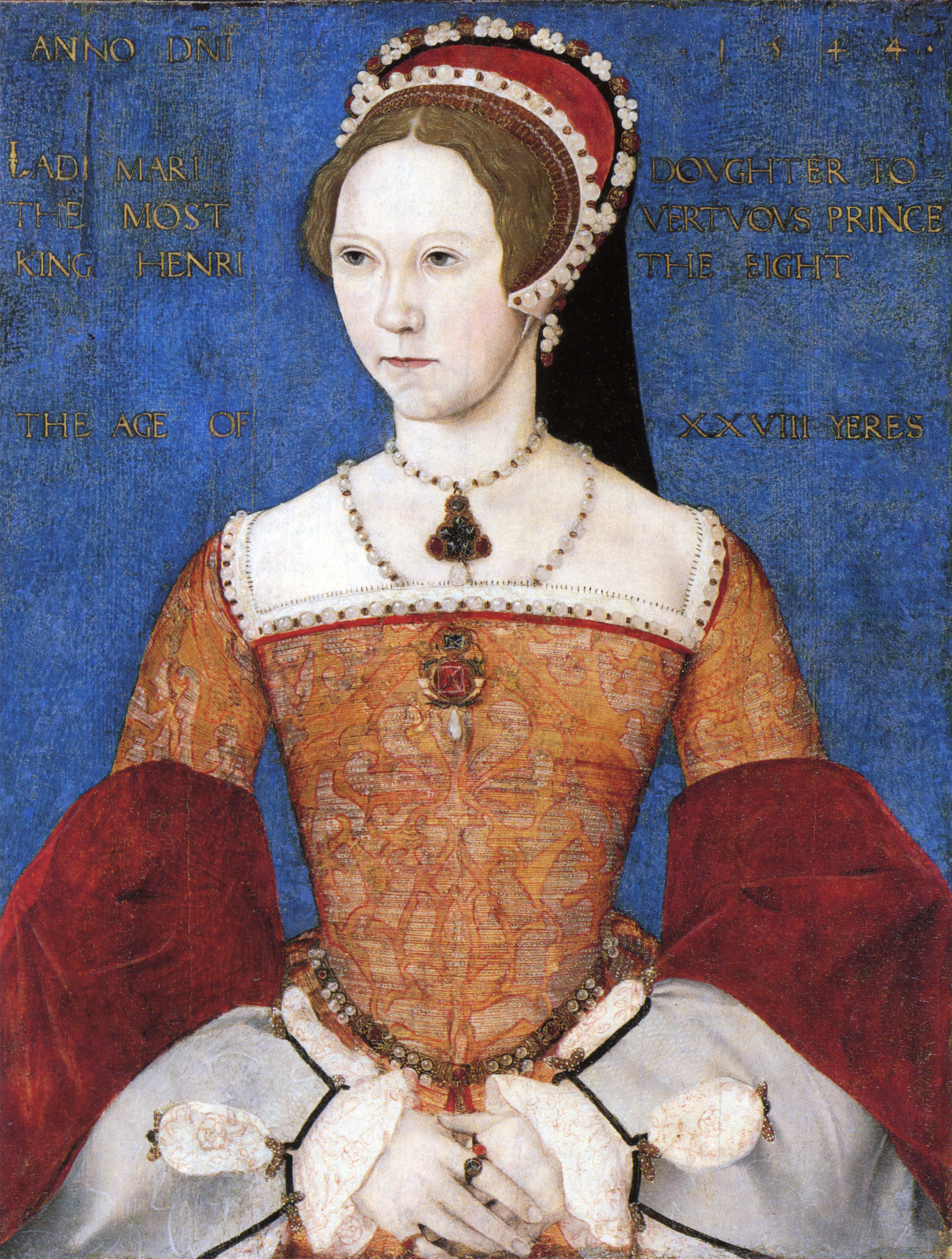
Maria, ca. 1544

Auch erlebte sie in diesen Jahren weitere Eheschließungen ihres Vaters. Von seiner vierten Ehefrau, Anna von Kleve, ließ sich Heinrich im Jahr 1540 schon nach kurzer Zeit wieder scheiden. Die fünfte, Catherine Howard, eine Cousine Anne Boleyns, war einige Jahre jünger als Maria. Zunächst gab es Spannungen zwischen den beiden wegen angeblicher Respektlosigkeit Marias gegenüber der neuen Königin, die darin gipfelten, dass Catherine beinahe zwei Hofdamen Marias entließ. Dennoch gelang es Maria, Catherine zu versöhnen. Sie erhielt die Erlaubnis des Königs, sich dauerhaft bei Hofe aufzuhalten. 1541 begleitete sie Heinrich und Catherine auf deren Reise in den Norden. Catherine endete 1542 wie zuvor Anne Boleyn auf dem Schafott.
Catherine Parr, die sechste und letzte Frau Heinrichs, verbesserte Marias Lage am Hof weiter und führte Vater und Tochter enger zusammen. Maria scheint den Rest von Heinrichs Regierungszeit in Gesellschaft Catherine Parrs bei Hofe verbracht zu haben. Sie und Catherine Parr hatten viele gemeinsame Interessen. Gemeinsam mit ihrer Stiefmutter übersetzte sie Erasmus von Rotterdam und las mit ihr humanistische Bücher. Außerdem war sie eine begnadete Reiterin und ging gerne auf die Jagd. Bekannt war sie für ihre Vorliebe für Mode, Juwelen und Kartenspiele, bei denen sie mitunter größere Summen wettete. Ihre Leidenschaft für Tanz sorgte für einen Tadel ihres jüngeren Bruders Eduard, der Catherine Parr schrieb, Maria sollte nicht mehr an fremdländischen Tänzen und allgemeinen Belustigungen teilnehmen, da es sich für eine christliche Prinzessin nicht schicke. Auch musizierte sie leidenschaftlich gern.
Im Jahr 1544 legte Heinrich im dritten Act of Succession die Thronfolge endgültig fest und ließ ihn vom Parlament ratifizieren. Sowohl Maria als auch Elisabeth wurden wieder in die Thronfolge aufgenommen, Maria an zweiter, Elisabeth an dritter Stelle nach Eduard. Doch obwohl die beiden damit wieder ihren Platz in der Erbfolge hatten, legitimierte Heinrich seine Töchter nach wie vor nicht, in der damaligen Zeit ein eklatanter Widerspruch. Laut damaligem Gesetz war es Bastarden nicht erlaubt, den Thron zu erben, was zu diversen Versuchen führen sollte, sowohl Maria als auch Elisabeth vollständig von der Thronfolge auszuschließen.

#### Maria unter Eduard VI.
Nachdem König Heinrich VIII. am 28. Januar 1547 gestorben war, erbte sein noch minderjähriger Sohn Eduard den Thron. Das katholische Ausland verhielt sich zunächst abwartend, ob Eduard überhaupt als König anerkannt wurde. Da er nach Heinrichs Exkommunikation geboren worden war, betrachteten ihn die katholischen Länder als illegitim und Maria als die rechtmäßige Erbin. Karl V. hielt es nicht für ausgeschlossen, dass Maria ihren Anspruch geltend machte. Sie akzeptierte Eduard jedoch als König. In den ersten Jahren seiner Kindheit hatten sich Eduard und seine Halbschwestern sehr nahegestanden, und ihre Nähe spiegelt sich in dem Kondolenzbrief wider, den Eduard seiner älteren Schwester schrieb: „Wir sollten den Tod unseres Vaters nicht beklagen, da es Sein Wille ist, der alle Dinge zum Guten wirkt. Soweit es mir möglich ist, werde ich dir der beste Bruder sein und überfließen mit Freundlichkeit.“
Drei Monate nach dem Tod ihres Vaters verließ Maria den Haushalt Catherine Parrs, mit der sie bislang gelebt hatte. In seinem Testament hatte Heinrich Maria 32 Herrenhäuser sowie Ländereien in Ostanglien und um London herum vermacht, die ihr ein jährliches Einkommen von 3000 Pfund einbrachten. Im Falle ihrer Heirat sollte sie zudem eine Mitgift von 10.000 Pfund erhalten. Mit ihren 31 Jahren war Maria nun eine reiche, unabhängige Frau, und sie umgab sich mit katholischen Dienern und Freunden. Dadurch rückte sie bald in den Fokus des neuen Regimes. Der erst neun Jahre alte König regierte zwar nominell, stand aber unter dem Einfluss seines Onkels und Vormunds Edward Seymour, 1. Duke of Somerset, der einen strikt protestantischen Kurs verfolgte. Somit wurde Marias Haushalt zu einem Sammelpunkt für Katholiken. Dennoch verhielt sich Edward Seymour ihr gegenüber recht freundlich. Er selbst hatte Karl V. eine Zeitlang gedient, und seine Frau Anne Seymour war mit Maria befreundet.

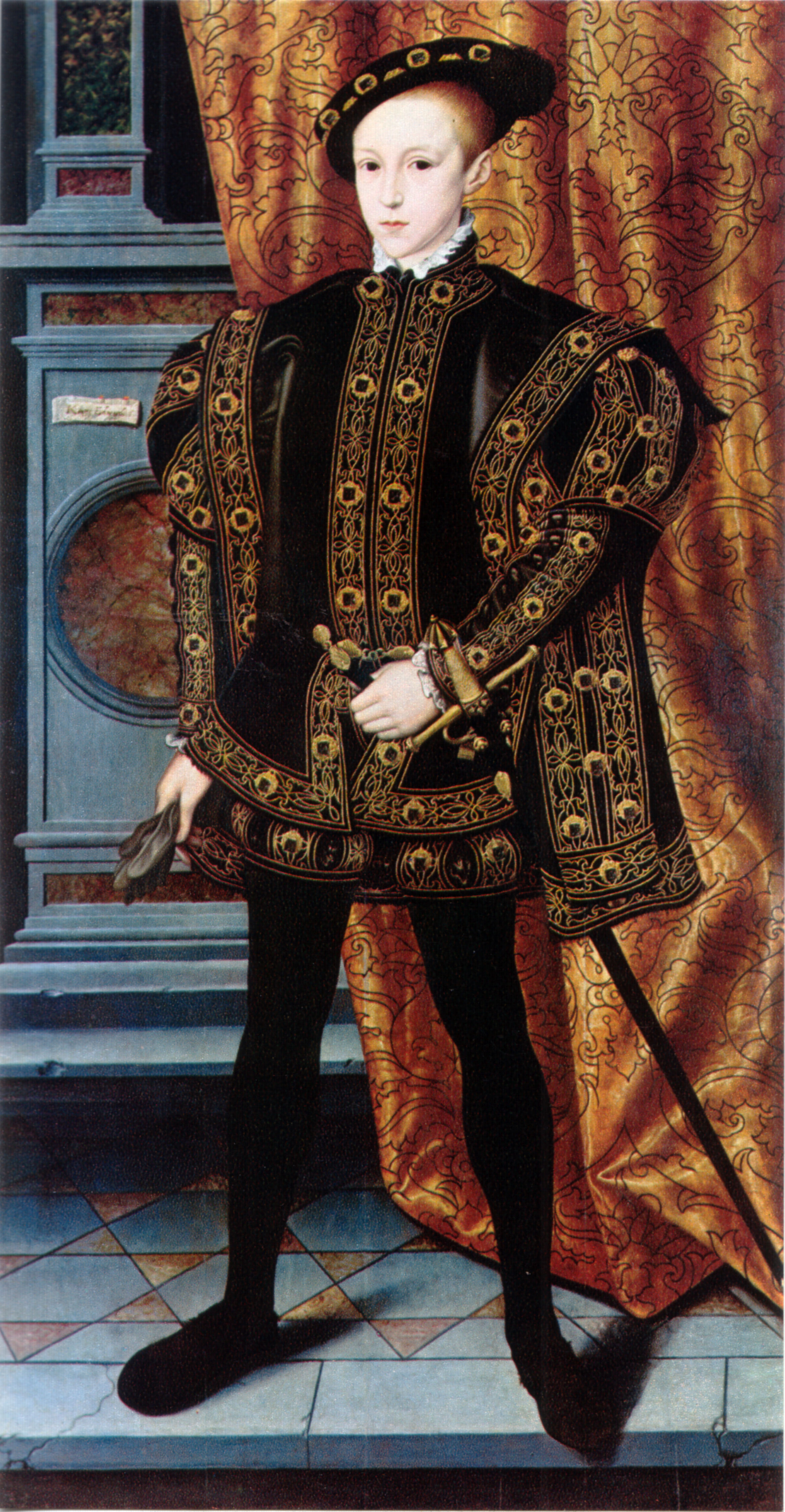
Marias Bruder Eduard VI., ca. 1550

Im Januar 1549 wurde die Heilige Messe im römischen Ritus abgeschafft, die Feiertage vieler Heiliger wurden gestrichen und neue Bekleidungsvorschriften für den Klerus erlassen. Als die Regierung protestantische Gesetze verabschiedete, protestierte Maria, dass Heinrichs Religionsgesetze nicht abgeschafft werden sollten, bis Eduard volljährig war. Seymour entgegnete, dass Heinrich gestorben sei, ehe er seine Reform vollenden konnte. Im Frühling bat sie Karl V. um Hilfe, der von Seymour verlangte, Maria nicht an der Ausübung ihrer Religion zu hindern. Obwohl Seymour erklärte, dass er nicht offen gegen ein Gesetz verstoßen würde, gestattete er Maria, in ihrem Haushalt ihrem Glauben zu folgen. Dennoch gab es viele kritische Stimmen, die Marias Unterwerfung verlangten. Als Aufstände gegen die neuen Religionsgesetze ausbrachen, geriet Maria unter Verdacht, mit den Rebellen zu sympathisieren und sie zu unterstützen. Seymour, der Karl V. nicht verärgern wollte, suchte zu schlichten. „Wenn sie sich nicht anpassen will, lasst sie still und ohne Skandal tun, was sie möchte.“ Eduard war jedoch anderer Meinung und schrieb an Maria:

„Wir haben Uns sehr gewundert und wundern Uns noch immer, welche Beweggründe du haben magst, das, was von den gelehrten Männern dieses Reiches dargelegt und von all Unseren liebenden Untertanen gehorsam angenommen wurde, abzulehnen und dich zu weigern, es zu befolgen und anzunehmen. Da Wir deinen guten Charakter und deine Zuneigung für Uns kennen, können Wir Uns keinen anderen Grund für deine Weigerung vorstellen als einen gewissen Groll deines Gewissens aufgrund mangelnder Information, und Beratung mit guten, gelehrten Männern soll dem abhelfen.“

Am 14. Oktober 1549 wurde Edward Seymour vom Adel gestürzt. Als neuer Vormund erlangte John Dudley, 1. Duke of Northumberland, entscheidenden Einfluss auf den König. Deutlich radikaler in seinen Ansichten als Seymour, machte sich Dudley bei Maria schnell unbeliebt. Sie hielt ihn für den „unbeständigsten Mann in England“, weshalb sie sich „aus diesem Königreich fortwünschte“. Erneut verlangte Karl V. eine Garantie des Kronrats, dass seine Cousine nicht in der Ausübung ihrer Religion behindert werden sollte. Maria war überzeugt, dass ihr Leben in Gefahr war, und flehte Karl V. an, ihr bei der Flucht aus England behilflich zu sein. Im Juni 1550 entsandte Karl V. drei Schiffe, um Maria auf den Kontinent zu bringen, an den Hof seiner Schwester in den Niederlanden. Doch nun zauderte Maria. Ihr Buchprüfer Rochester stellte den gesamten Plan in Frage und behauptete, die Engländer hätten die Wachen an den Küsten verschärft. Maria geriet in Panik und unterbrach die Beratungen zwischen ihm und Karls Gesandten mehrmals mit ihren verzweifelten Ausrufen „Was sollen wir tun? Was soll nur aus mir werden?“ Im Verlaufe der hektischen Beratungen entschied sie sich gegen eine Flucht, die obendrein den Verlust ihres Thronrechts bedeutet hätte.
Zu Weihnachten 1550 traf Maria wieder bei Hofe ein, wo Eduard ihr Vorwürfe machte, dass sie nach wie vor zur Messe ging. Maria argumentierte, dass er noch nicht alt genug sei, um genug über den Glauben zu wissen. Die Auseinandersetzung endete damit, dass beide in Tränen ausbrachen. Im Januar 1551 verlangte Eduard erneut, dass sie die neuen Religionsgesetze anerkannte. Maria, die sich nach wie vor auf Seymours Versprechen berief, war zutiefst getroffen, dass ihr Bruder sie als Gesetzesbrecherin und Anstifterin zum Ungehorsam betrachtete. Im März hatten sie und er eine weitere Auseinandersetzung, die zur Folge hatte, dass Freunde und Bedienstete Marias wegen Teilnahme an der Messe verhaftet wurden. Daraufhin drohte Karl V. mit Krieg. Es kam zu diplomatischen Spannungen zwischen England und Spanien. Der Kronrat suchte den Konflikt zu lösen, indem er Marias Bediensteten befahl, die Prinzessin zu bekehren, und ihr die Teilnahme an der Messe in ihrem Haushalt verbot. Maria erklärte jedoch, dass sie eher für ihren Glauben sterben werde, als sich bekehren zu lassen.
Als zwischen Frankreich und Spanien Krieg ausbrach, wurde der Druck auf Maria geringer. Viele befürchteten, dass Karl V. in England einfallen würde, und der Kronrat bemühte sich um eine Aussöhnung mit Maria. Im März 1552 wurden ihre Bediensteten aus dem Tower entlassen und zwei Monate später besuchte sie ihren Bruder bei Hofe. Im Winter wurde Eduard krank. Maria besuchte ihn ein letztes Mal im Februar 1553, ahnte allerdings nicht, dass er bereits todkrank war, möglicherweise aufgrund von Tuberkulose. Dudley, wohl wissend, dass Maria im Falle von Eduards Tod die rechtmäßige Thronfolgerin war, empfing sie mit allen Ehren, hielt aber den Zustand ihres Bruders vor ihr geheim. Tatsächlich glaubte Maria, dass Eduard sich auf dem Weg der Besserung befinde, jedoch zeichnete sich im Juni ab, dass er bald sterben würde.

### Herrschaft

#### Thronbesteigung
Angesichts der ständigen Glaubenskonflikte befürchtete Eduard zu Recht, dass Maria nach seinem Tod alle Reformen rückgängig machen und England wieder unter die Herrschaft des Papstes bringen wollte. Aus diesem Grund brach Eduard mit der Thronfolgeregelung seines Vaters Heinrich, um Maria von der Thronfolge auszuschließen mit der Begründung, diese sei nie wieder als legitime Tochter Heinrichs anerkannt worden. Zudem bestehe die Möglichkeit einer Heirat mit einem Ausländer, der anschließend in England die Macht ergreifen würde. Da dies auch auf seine Schwester Elisabeth zutraf, wurde auch sie von der Thronfolge ausgeschlossen. Stattdessen vermachte Eduard die Krone Lady Jane Grey, einer protestantischen Enkelin seiner verstorbenen Tante Mary Tudor, die kurz zuvor John Dudleys Sohn Guildford geheiratet hatte. Inwieweit John Dudley für die Änderung der Thronfolge verantwortlich war, ist in der Forschung umstritten. Während traditionell angenommen wird, Dudley habe Eduard aus Ehrgeiz überredet, sein Testament zugunsten Jane Greys zu ändern, ist der Historiker Eric Ives der Ansicht, Dudley habe Eduard lediglich auf Schwächen in seinem Thronfolgeplan hingewiesen und Eduard sich eigenständig für Jane als Erbin entschieden.
Am 2. Juli wurden Maria und Elisabeth bei einem Gottesdienst erstmals aus den Gebeten für die königliche Familie ausgeschlossen. Einen Tag später erhielt Maria, die sich auf dem Weg nach London befand, eine Warnung, Eduards Tod stehe unmittelbar bevor und es gebe Pläne, sie gefangen zu setzen. In der Nacht des 4. Juli ritt Maria daraufhin eilig nach Kenninghall in Norfolk, wo sie Anhänger um sich scharen und im Zweifelsfall nach Flandern fliehen konnte. John Dudley, der ihre Bereitschaft, um den Thron zu kämpfen, unterschätzte, entsandte seinen Sohn Robert Dudley, um Maria gefangen zu nehmen. Historiker vermuten, dass Dudley entweder nicht viel auf die Pläne einer Frau gab oder hoffte, dass Maria mit Hilfe von Karl V. außer Landes fliehen und damit ihren Thron aufgeben würde. Robert Dudley gelang es jedoch nicht, Maria einzuholen, und er musste sich damit begnügen, ihre Anhänger daran zu hindern, zu ihr nach Kenninghall zu gelangen. Selbst der spanische Botschafter hielt es für unwahrscheinlich, dass Maria ihren Anspruch würde durchsetzen können.
Am 9. Juli schrieb Maria an Janes Kronrat und proklamierte sich selbst zur Königin von England. Für den Kronrat stellte der Brief eine Kriegserklärung dar. Daher wurde eine Armee aufgestellt, die unter der Führung John Dudleys nach Ostanglien ziehen und Maria als Rebellin gegen die Krone gefangen nehmen sollte. Auch wurden in London Pamphlete gedruckt, die Maria als Bastard deklarierten und davor warnten, dass sie im Falle ihrer Machtergreifung „Papisten und Spanier“ in das Land bringen würde. Doch für die Mehrheit der Bevölkerung war Maria ungeachtet der religiösen Bedenken die rechtmäßige Thronerbin. Unterstützt von ihren Freunden und Bediensteten mobilisierte Maria den Landadel, der ihr seine bewaffneten Leibtruppen, sogenannte retainer, zur Verfügung stellte. Zu ihren höchstrangigen Verbündeten gehörten Henry Radclyffe, 4. Earl of Sussex, und John Bourchier, 2. Earl of Bath. Am 12. Juli zog sie mit ihrer wachsenden Anhängerschar nach Framlingham Castle in Suffolk, einer gut zu verteidigenden Festung. Ihre Anhänger proklamierten sie in diversen englischen Städten zur Königin. Die begeisterte Zustimmung der Bevölkerung ließ Maria auch Städte gewinnen, die sich vorher für Jane erklärt hatten. Allmählich wendete sich das Blatt zu Marias Gunsten. Schiffsbesatzungen meuterten gegen ihre Vorgesetzten und liefen zu Maria über.
Am 15. Juli näherte sich Dudleys Armee Framlingham. Marias Befehlshaber bereiteten ihre Truppen vor, und die Prinzessin selbst mobilisierte ihre Anhänger mit einer flammenden Rede, laut der John Dudley „auf verräterische Weise, durch lang anhaltenden Verrat die Vernichtung ihrer königlichen Person, des Adels und das Allgemeinwohl dieses Königreiches plante und immer noch plant“. Das Regime brach am 18. Juli zusammen. Der Staatsrat in London stürzte Dudley in dessen Abwesenheit und setzte hohe Belohnungen auf seine Gefangennahme aus. Die Ratsmitglieder wollten sich rechtzeitig auf die Seite von Maria schlagen, deren Zuspruch in der Bevölkerung stetig anstieg. Am 19. Juli schwand der Zuspruch für Dudley gänzlich, als diverse Adlige den Tower und damit Jane Grey verließen und sich in Baynard’s Castle trafen, um Marias Nachfolge vorzubereiten. Unter ihnen befanden sich George Talbot, 6. Earl of Shrewsbury, John Russell, 1. Earl of Bedford, William Herbert, 1. Earl of Pembroke und Henry FitzAlan, 19. Earl of Arundel. Am Abend des 20. Juli riefen ihre Herolde in London Maria zur Königin von England und Irland aus. John Dudley in Cambridge trat daraufhin zurück und proklamierte gleichfalls Maria zur Königin. Wenig später wurde er von Arundel verhaftet. Am 25. Juli wurde er mit seinen Söhnen Ambrose und Henry nach London gebracht und im Tower inhaftiert.

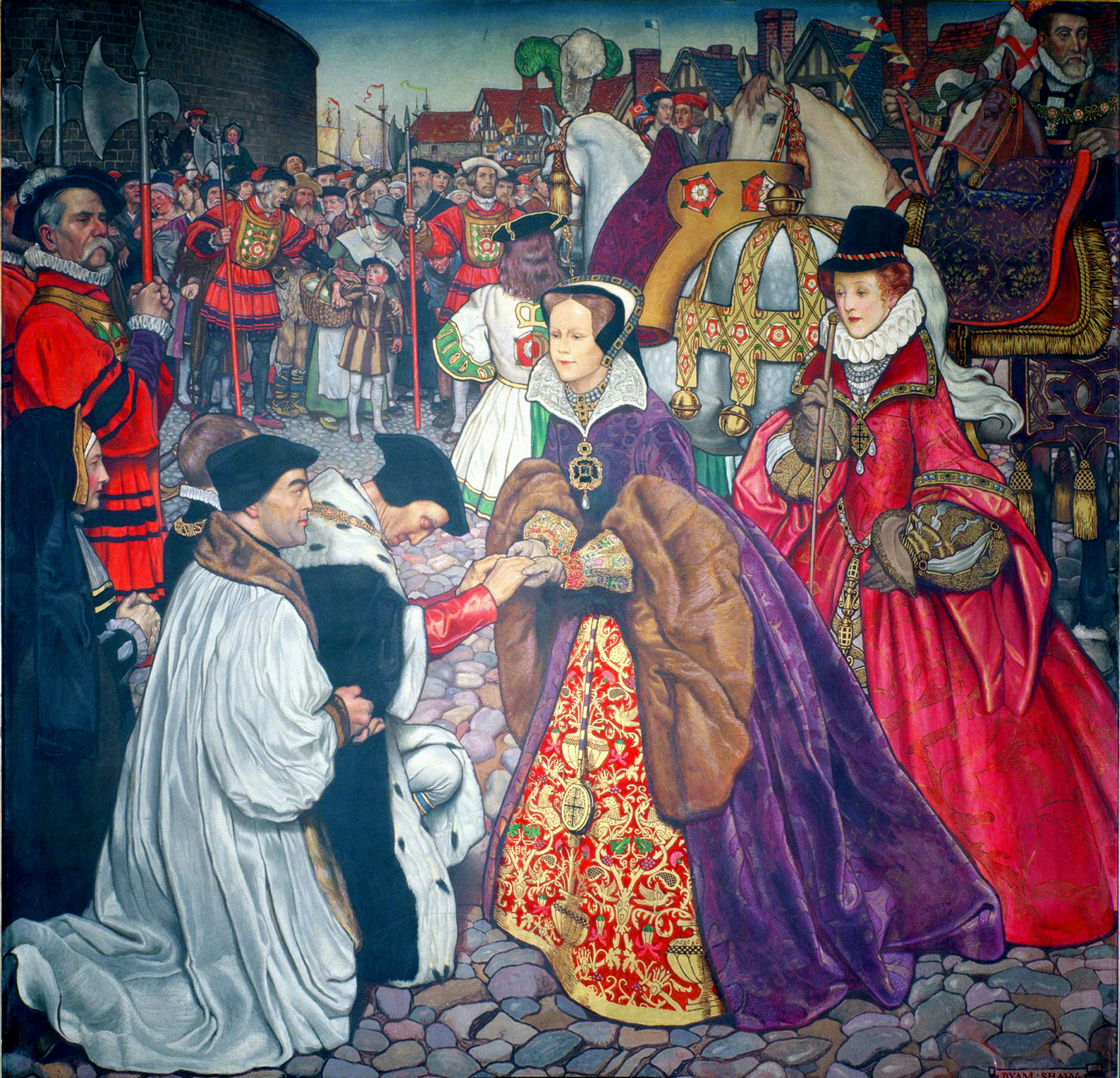
Maria und Prinzessin Elisabeth reiten in London ein (Gemälde von Byam Shaw, 1910)

Am 3. August zog Maria zusammen mit ihrer Schwester Elisabeth, die ihren Thronanspruch unterstützt hatte, triumphierend in London ein und nahm zeremoniell den Tower in Besitz. Wie es zum Amtsantritt eines neuen Monarchen üblich war, begnadigte sie zahlreiche im Tower inhaftierte Gefangene, unter anderem die hochrangigen Katholiken Thomas Howard, 3. Duke of Norfolk, Edward Courtenay, 1. Earl of Devon und Stephan Gardiner. Letzteren ernannte sie zu ihrem Lordkanzler. Jane Grey und ihr Ehemann Guildford Dudley hingegen, die sich seit Janes Proklamation im Tower aufgehalten hatten, wurden unter Arrest gestellt. Zunächst war auch Janes Vater Henry Grey, 1. Duke of Suffolk Gefangener der Krone, er wurde jedoch freigelassen, nachdem Janes Mutter Frances Brandon, Marias Cousine, bei der Königin für ihre Familie gebeten hatte. Da Maria sich von Frances und später Jane überzeugen ließ, dass Jane die Krone nur auf Druck Dudleys angenommen hatte, begnadigte sie ihre junge Verwandte und deren Vater zunächst. Anders als Henry Grey blieben Jane und Guildford dennoch unter Arrest. John Dudley dagegen wurde des Hochverrats angeklagt und am 22. August hingerichtet.
Maria regierte aufgrund der Thronfolgeregelung von 1544 de jure vom 6. Juli an, de facto aber erst seit dem 19. Juli. Am 27. September zogen sie und Elisabeth in den Tower ein, wie es kurz vor der Krönung eines neuen Monarchen Sitte war. Am 30. September zogen sie in einer großen Prozession, an der auch ihre Stiefmutter Anna von Kleve teilnahm, in den Palace of Westminster. Augenzeugen zufolge war Marias Krone sehr schwer, weshalb sie ihren Kopf mit den Händen abstützen musste. Auch wirkte sie deutlich steif und zurückhaltend, während ihre Schwester Elisabeth das Bad in der Menge genoss. Am 1. Oktober 1553 wurde Maria in Westminster Abbey zur Königin gekrönt. Da es in England die erste Krönung einer Königin aus eigenem Recht war, unterschied sich die Zeremonie von der Krönung einer Königsgemahlin. So erhielt sie, wie es bei der Krönung männlicher Monarchen üblich war, zeremoniell Schwert und Sporen überreicht, sowie die Zepter sowohl des Königs als auch der Königin.

#### Heirat mit Philipp II.
Trotz der demonstrierten Einigkeit Marias und Elisabeths herrschten starke Spannungen zwischen den Schwestern, hauptsächlich wegen ihrer unterschiedlichen Konfessionen. Um eine katholische Dynastie zu sichern, suchte Maria nach einem katholischen Ehemann. Auch ihr Kronrat bat sie inständig zu heiraten, nicht nur um die Nachfolge zu sichern, sondern auch weil nach wie vor davon ausgegangen wurde, dass eine Frau nicht allein regieren könne. Gleichzeitig bestand aber auch die berechtigte Sorge, dass Maria als verheiratete Frau ihrem Ehemann gehorsam wäre. Aus diesem Grund war die Frage, wen sie heiraten würde, von großer Bedeutung für die Engländer, da eine Heirat mit einem Ausländer ausländischen Einfluss auf englische Politik bedeutet hätte. Viele Adlige, unter ihnen Stephan Gardiner, hofften daher auf eine Eheschließung zwischen Maria und ihrem entfernten Verwandten Edward Courtenay, der von königlicher Abstammung und englischer Geburt war.

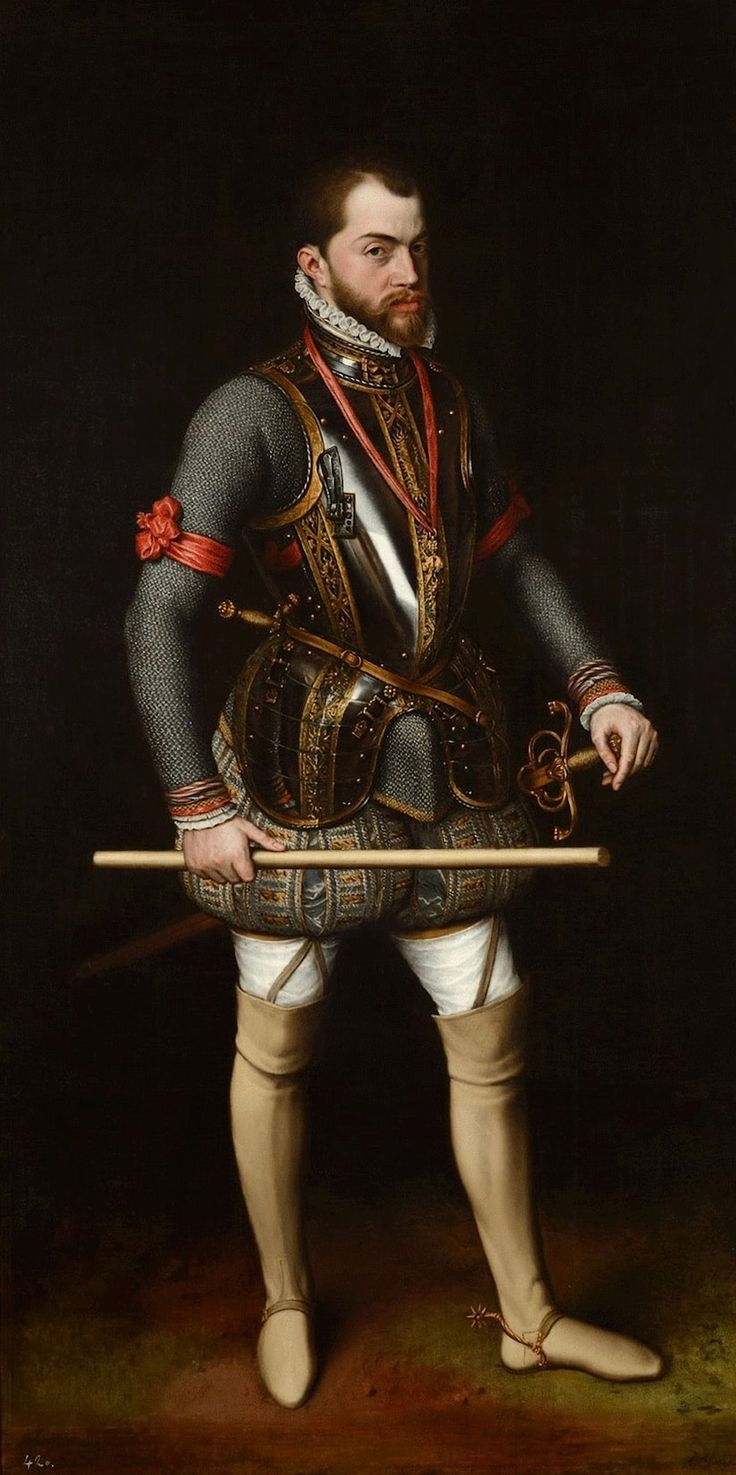
König Philipp II. von Spanien (Porträt von Anthonis Mor)

Maria allerdings hatte kein Interesse an einer Heirat mit Courtenay, u. a. da sie keinen ihrer Untertanen heiraten wollte. Wie so häufig in ihrem Leben, maß sie dem Rat des spanischen Botschafters, in diesem Fall Simon Renard, großen Wert bei. Der Grund dafür ist vermutlich in ihrer Jugend zu finden, als der einzige, an den sie sich stets wenden konnte, Karl V. war. Dem englischen Adel konnte sie nach all ihren Erfahrungen nicht mehr trauen; daher war sie eher geneigt, den Rat der spanischen Botschafter zu befolgen. Renard, wohlwissend, wie wertvoll eine Allianz mit England wäre, schlug ihr mit Zustimmung Karls V. am 10. Oktober den spanischen Kronprinzen Philipp vor. Zum einen konnte damit die Passage zu den Niederlanden gesichert werden, zum anderen würde eine solche Ehe ein Gegengewicht zur Heirat Maria Stuarts mit dem Dauphin von Frankreich darstellen. Marias Reaktion war freudig, doch gleichzeitig besorgt, da sie elf Jahre älter war als Philipp. Auch machte sie Renard klar, dass Philipp keinen allzu großen politischen Einfluss bekäme, da der englische Adel ausländische Einmischung nicht dulden würde.
In der Tat stieß der Bräutigam bei den Engländern auf große Ablehnung. Sogar Marias eigener Lordkanzler Gardiner und das House of Commons fürchteten, dass England unter starken spanischen Einfluss geraten könnte. Sowohl er als auch Marias treue Angestellte, die mit ihr zusammen gegen Jane Grey gezogen waren, baten sie inständig, stattdessen Courtenay zu heiraten. Obwohl Maria ihnen gegenüber ihren Standpunkt behauptete, war sie dennoch lange Zeit aufgewühlt und unschlüssig. Am 29. Oktober traf sie ihre Entscheidung. Sie ließ Renard zu sich kommen und akzeptierte seinen Vorschlag, Philipp zu heiraten, mit der Begründung, dass „Gott sie inspiriert habe, Prinz Philipps Frau zu werden.“ Renard schrieb an Karl V. und berichtete:

„Sie glaubt mir alles, was ich ihr von den Eigenschaften seiner Hoheit erzählt habe und [sie glaubt] Eure Majestät werde ihr stets Freundlichkeit zeigen, die Bedingungen berücksichtigen, die das Wohlergehen ihres Landes schützen [und] ihr ein guter Vater sein wie Ihr es stets in der Vergangenheit wart; umso mehr, da Ihr nun sogar zweifach ihr Vater sein werdet und seiner Hoheit nahelegen werdet, ihr ein guter Ehemann zu sein.“

Im November versuchte der Adel noch einmal erfolglos, Maria von einer Heirat mit Philipp abzubringen. Daraufhin verschworen sich einige Adlige gegen die Königin. Zum einen ging es darum, die unbeliebte Eheschließung zu verhindern, zum anderen war der protestantische Adel besorgt über die konfessionellen Veränderungen, die Maria wiedereinführte. Zu den Verschwörern gehörten Sir Thomas Wyatt, Edward Courtenay, Jane Greys Vater Henry Grey und ein enger Freund der Grey-Familie, Nicholas Throckmorton. Wyatt versammelte in der nach ihm benannten Wyatt-Verschwörung Anfang 1554 eine Streitmacht bei Kent, um gegen die Königin zu kämpfen, der er selbst auf den Thron verholfen hatte. Die königliche Armee besiegte Wyatts Truppen erst vor den Toren Londons und der Aufstand wurde gänzlich niedergeschlagen. Henry Grey, der an dem Aufstand teilgenommen hatte, wurde erneut verhaftet. Zusammen mit seiner Tochter Jane und seinem Schwiegersohn Guildford, die noch immer im Tower gefangengehalten wurden, wurde er des Hochverrats für schuldig befunden und enthauptet. Da der Aufstand in Elisabeths Namen stattgefunden hatte, verdächtigte Maria nun ihre Schwester, die Revolte gegen sie unterstützt zu haben, und ließ sie im Tower inhaftieren. Nachdem Wyatt auf dem Schafott Elisabeth entlastet hatte, wandelte Maria nach zwei Monaten die Strafe in einen Hausarrest um.
Die Königin heiratete am 25. Juli 1554 Philipp in der Kathedrale von Winchester. Am Abend zuvor hatte Karl V. seinen Sohn zum König von Neapel ernannt. Laut dem Ehevertrag erhielt Philipp zwar den Titel des Königs von England, seine reale Macht war jedoch eher auf die Funktionen eines Prinzgemahls begrenzt. Er durfte Maria bei der Verwaltung helfen, allerdings keine Gesetzesänderungen in England durchführen. Sollten aus der Ehe Kinder entspringen, so würde eine Tochter England und die Niederlande regieren, ein Sohn sollte England erben sowie Philipps Gebiete in Süddeutschland und Burgund. Sowohl die Königin als auch eventuelle Kinder sollten das Land nur unter Zustimmung des Adels verlassen. Zudem sicherte eine Klausel im Ehevertrag England dagegen ab, in die Kriege der Habsburger involviert zu werden oder Zahlungen an das Reich leisten zu müssen. Auch sollten keine Spanier in den Kronrat kommen.

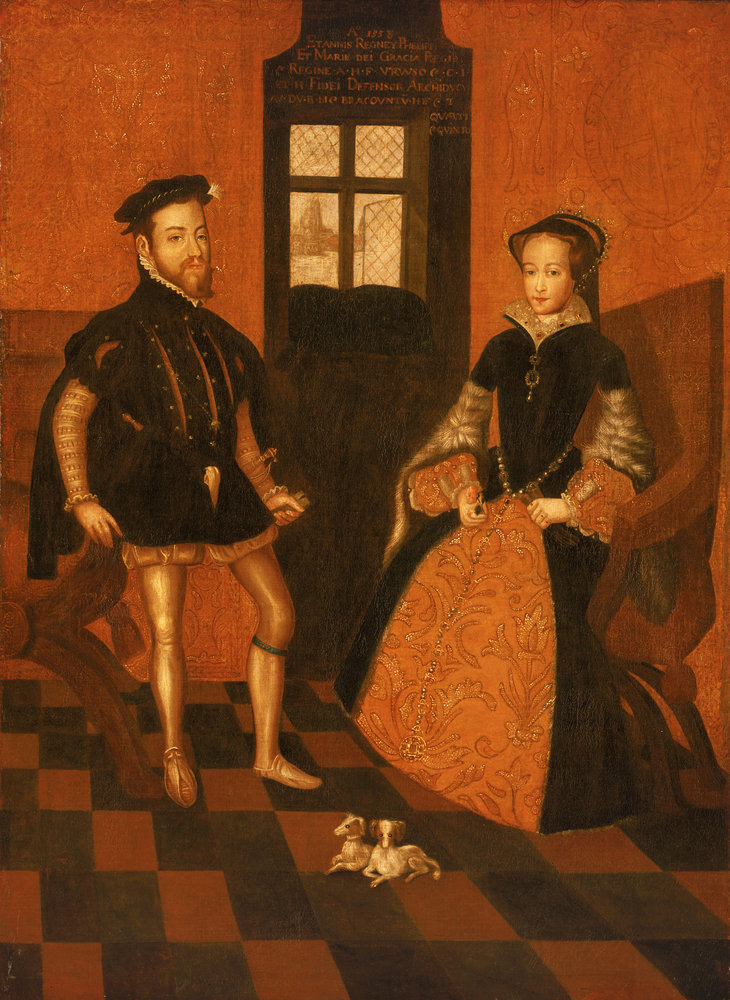
König Philipp II. von Spanien und Maria Tudor

Der Vertrag gehörte zu den vorteilhaftesten, die England je abgeschlossen hatte, Philipp selbst jedoch war erbost über seine reduzierte Rolle. Privat erklärte er, dass er sich nicht an eine Vereinbarung gebunden sah, die ohne sein Einverständnis zustande gekommen war. Er würde, so Philipp, nur unterzeichnen, damit die Heirat stattfinden konnte, „aber keinesfalls, um sich und seine Erben daran zu binden, die Paragraphen einzuhalten, besonders nicht jene, die sein Gewissen belasten würden.“ Trotz seiner Vorbehalte zeigte sich Philipp Maria gegenüber als pflichtbewusster, freundlicher Ehemann und die Königin verliebte sich heftig in ihn. Sie schrieb an Karl V.:

„Täglich entdecke ich in meinem Mann, dem König und Eurem Sohn, so viele Tugenden und solche Vollkommenheit, dass ich Gott fortwährend bitte, mir die Anmut zu schenken, ihm zu gefallen und mich in allen Dingen so zu verhalten, wie es sich für jemanden schickt, der ihm so tief verbunden ist.“

Philipps enge Vertraute hingegen zeichneten ein anderes Bild von der Ehe. So beschrieb sein Freund Ruy Gomez die Königin wenig schmeichelhaft als „gute Seele, älter als uns gesagt wurde“ und schrieb über sie an einen Freund:

„Um ehrlich mit dir zu sein, es bräuchte Gott selbst, um diesen Kelch zu leeren und das Beste, was man sagen kann, ist, dass der König sich voll bewusst ist, dass die Ehe nicht aus fleischlichen Erwägungen geschlossen wurde, sondern um die Unordnung in diesem Land zu heilen und die Niederlande zu bewahren.“

Kaum zwei Monate nach der Hochzeit hörte Renard, die Königin sei schwanger. Ihren Angaben zufolge litt sie unter Morgenübelkeiten, ihr Bauch schwoll an und sie spürte die Bewegungen ihres Kindes. Dennoch regten sich Zweifel, da sie bereits 39 Jahre alt und oft krank war. Die Geburt wurde im April 1555 etwa zu Ostern erwartet. Als jedoch der Juli verstrich, ohne dass Maria ein Kind geboren hatte, geschweige denn Wehen verspürte, wurde offensichtlich, dass sie entweder an einer Krankheit oder an einer Scheinschwangerschaft litt. Im August akzeptierte auch die Königin endlich die Wahrheit. Hinzu kam, dass Philipp dringend in den Niederlanden gebraucht wurde. Nur die Aussicht auf die Geburt eines Erben hatte ihn in England gehalten. Am 19. August 1555 verließ Philipp zur großen Trauer seiner Frau vorübergehend England. Erst im März 1557 sollte Maria ihn wiedersehen.

#### Religionspolitik
Maria hatte die Entscheidung ihres Vaters, die englische Kirche von der römisch-katholischen abzuspalten, immer abgelehnt. Als Königin widmete sie sich daher vor allem der Religionspolitik. Zu Beginn ihrer Herrschaft war Maria jedoch entgegen ihrem Ruf an Verständigung und Toleranz interessiert. In ihrer ersten Proklamation ließ sie verkünden:

„Ihre Majestät kann nicht jene Religion verbergen, zu der sie sich vor Gott und der Welt seit ihrer frühen Kindheit bekannt hat und die ihre Majestät nach wie vor befolgen will. Ihre Hoheit wäre glücklich, wenn all ihre Untertanen die selbe (Religion) friedlich und mildtätig annehmen würden. Und dennoch wünscht ihre Majestät ihre Untertanen nicht dazu zu zwingen, bis ein diesbezüglicher Parlamentsbeschluss vorliegt.“

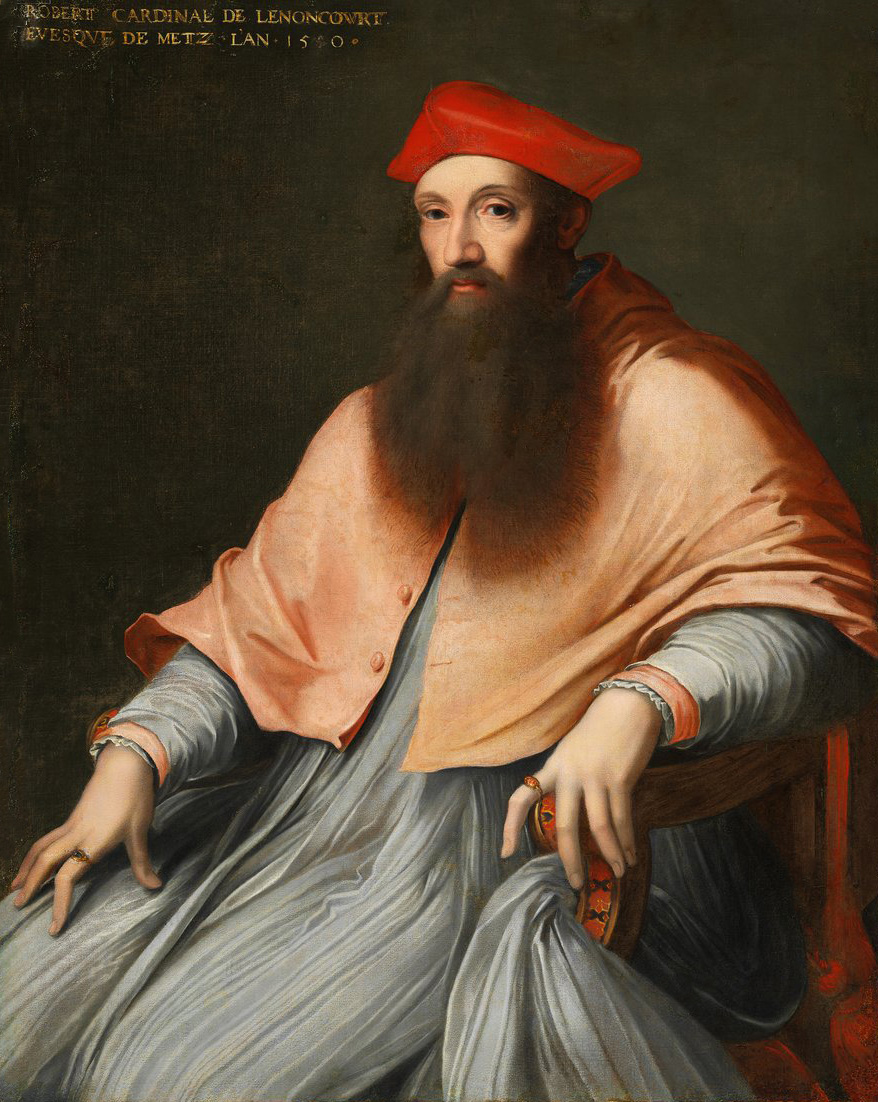
Reginald Pole, Porträt von Sebastiano del Piombo, 1540

Dennoch leitete Maria bereits erste Schritte in den Weg, um die Versöhnung mit Rom herbeizuführen. Im August 1553 schrieb sie an Papst Julius III., um eine Aufhebung des Kirchenbanns zu erreichen, der seit Heinrich VIII. auf England lag, und versicherte dem Papst, dass sie per Parlamentsakt „viele widernatürliche Gesetze, erschaffen von meinen Vorgängern“, aufheben würde. Daraufhin ernannte der Papst Kardinal Reginald Pole zum päpstlichen Legaten in England. Pole war ein entfernter Verwandter Marias, der Sohn ihrer Erzieherin Margaret Pole, der zur Zeit ihrer Thronbesteigung in Rom weilte. Maria wollte religiöse Änderungen nicht ohne Parlamentsbeschluss durchführen und tolerierte darum zunächst Protestanten. Eine Ausnahme stellte jedoch ihre Schwester Elisabeth dar, die Maria aus politischen Gründen zum Katholizismus bekehren wollte. Solange Maria unverheiratet und kinderlos war, war Elisabeth die Thronerbin, und Maria wollte eine katholische Thronfolge sichern. Da Elisabeth nur unter Druck die Messe besuchte, überlegte Maria eine Zeitlang ernsthaft, stattdessen ihre katholische Cousine Margaret Douglas als ihre Nachfolgerin zu benennen.
In ihrer ersten Parlamentssitzung ließ Maria nicht nur die Ehe ihrer Eltern für gültig erklären, sondern auch Eduards Religionsgesetze aufheben. Damit galten wieder die Kirchengesetze aus den letzten Regierungsjahren Heinrichs VIII. Doch während das Parlament kein Problem damit hatte, Riten und Bräuche wieder einzuführen, sperrte es sich vehement dagegen, erneut die Hoheit des Papstes anzuerkennen und Kirchenländereien zurückzugeben. Viele der Parlamentarier hatten von diesen Ländereien profitiert und sahen in einer Wiederherstellung der päpstlichen Autorität eine Bedrohung ihres eigenen Wohlstandes. So gab Maria zunächst die von Heinrich VIII. im Zuge der Auflösung der englischen Klöster beschlagnahmten klösterlichen Ländereien, die sich noch im Besitz der Krone befanden, an Franziskaner und Dominikaner zurück. Auch war sie aufgrund des Widerstands des Parlaments gezwungen, gegen ihren Willen vorläufig das Oberhaupt der englischen Kirche zu bleiben.
Eine der großen Schwierigkeiten, der sich Maria stellen musste, war die Tatsache, dass es nur wenige Geistliche gab, die ihren Ansprüchen genügten. Unter Eduard hatte es keine systematische Ausbildung des Klerus gegeben, und viele der protestantischen Geistlichen waren verheiratet. Unterstützt wurde sie in ihren Bestrebungen von Lordkanzler Stephan Gardiner, dem Bischof von London Edmund Bonner und, zunächst in Briefen, ab 1554 persönlich, von Reginald Pole, den sie nach seiner Ankunft zum Erzbischof von Canterbury ernannte. Am 30. November 1554 erteilte Pole offiziell als päpstlicher Gesandter England die Absolution und nahm das Land wieder in den Schoß der Kirche auf. Mit Hilfe des Konzils von Trient hoffte Pole die klerikale Ausbildung zu reformieren und England eine gut ausgebildete katholische Priesterschaft zu geben. Allerdings benötigten diese Reformen Zeit.
Sowohl Pole als auch Maria waren der Überzeugung, dass die Bevölkerung lediglich durch einige wenige zum Protestantismus verleitet worden war. Im Jahr 1555 wurden darum die Ketzergesetze aus dem 14. Jahrhundert wieder eingeführt. Die ersten Protestanten wurden wegen Ketzerei verurteilt und verbrannt. Einige der nicht ins Ausland geflohenen protestantischen Bischöfe fanden ihr Ende auf dem Scheiterhaufen, allen voran der verheiratete Priester John Rogers, der Bischof von Gloucester John Hooper, Hugh Latimer und Nicholas Ridley. Im Jahr 1556 folgte ihnen Erzbischof Thomas Cranmer, dem Maria die Nichtigkeitserklärung der Ehe ihrer Eltern niemals verziehen hatte. Er war das einzige bekannte Opfer der Verbrennungen, auf dessen Tod Maria ausdrücklich bestand, trotz seines Widerrufs und seiner Anerkennung der päpstlichen Autorität. Bei allen anderen Hinrichtungen legte Maria Wert darauf, dass sie ohne Rachsucht und dem Gesetz entsprechend vollzogen wurden. Auch bestand sie darauf, dass je ein Mitglied ihres Rates als Zeuge bei Verbrennungen anwesend zu sein hatte und dass während der Hinrichtungen Gottesdienste abgehalten wurden.

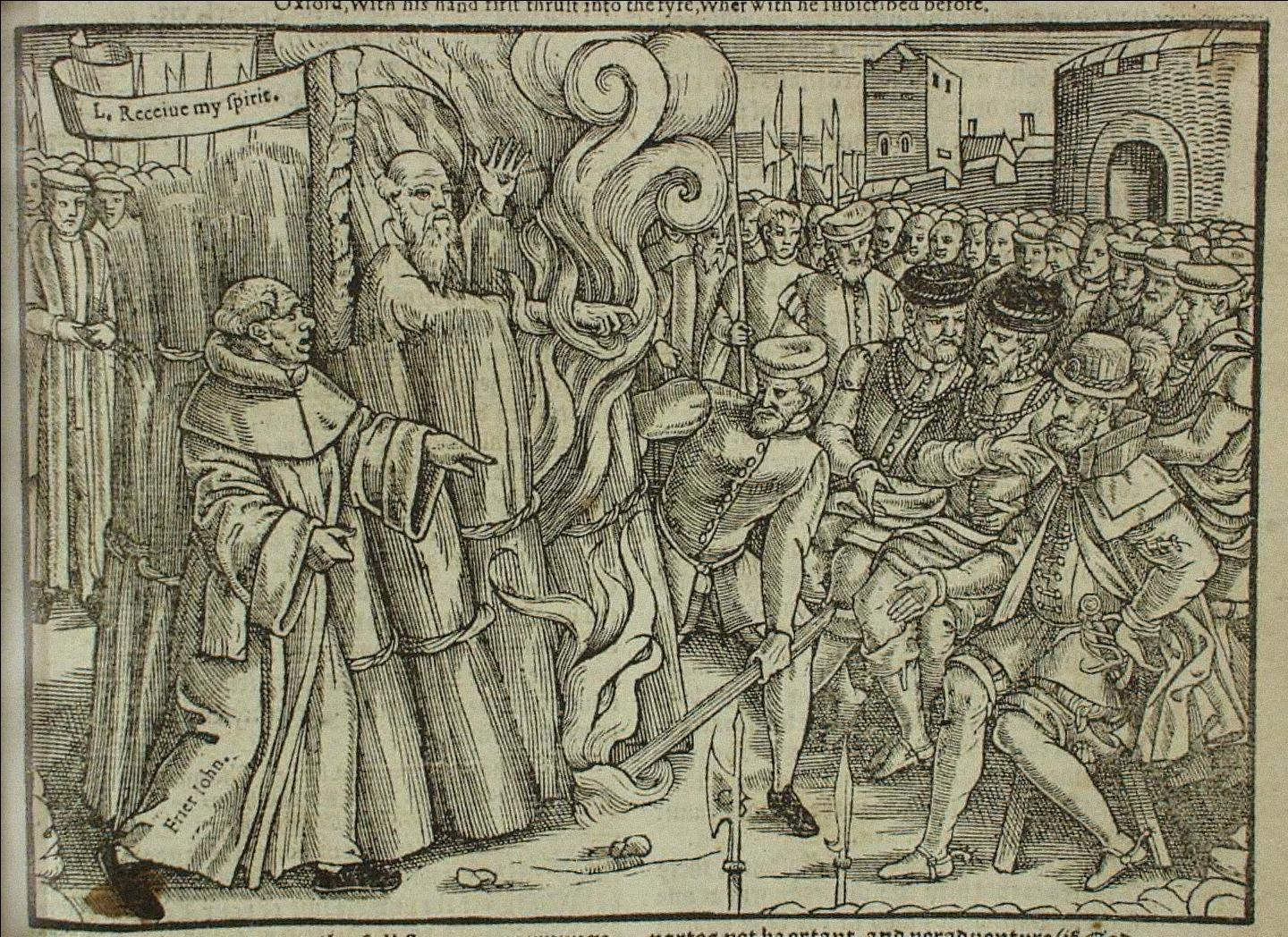
Verbrennung Thomas Cranmers aus John Foxes Acts and Monuments

Es zeigte sich dennoch schnell, dass die Verbrennung seiner Anführer allein nicht genügen würde, um den Protestantismus auszurotten. Die Wiedereinführung des Katholizismus fasste schwerer Fuß in den einfachen Gemeinden, als die Königin geglaubt hatte. Auch fehlte es an Geld, um die einzelnen Gemeindekirchen wieder nach katholischen Ansprüchen auszustatten. Viele Gemeinden waren nicht in der Lage, steinerne Altäre, Priestergewänder und kostbare Gefäße anzuschaffen, und weigerten sich, mit Marias Gesandten zu kooperieren.
Die Verfolgungen weiteten sich auf die einfache Bevölkerung aus. Insbesondere Bonner machte sich unter den Protestanten schnell einen Namen als Ketzerjäger, da er von Anfang an die Namen derer wissen wollte, die während der Messe unaufmerksam waren, nicht an Prozessionen teilnahmen oder die Speisegebote der Fastenzeit brachen. Während die Bischöfe die Verhöre der Angeklagten übernahmen, wurden die Verhaftungen und letztendlich auch die Verbrennungen von den lokalen weltlichen Behörden durchgeführt, die ihrer Aufgabe unterschiedlich sorgfältig nachkamen. So wurden von den ca. 290 Opfern allein 113 in London verbrannt. In anderen Fällen zeigten sich die weltlichen Behörden sehr unwillig und ließen sich nur auf Druck des Kronrats bewegen, Verbrennungen durchzuführen. Insgesamt fanden fast 300 Menschen den Tod auf dem Scheiterhaufen. Die mit den öffentlichen Verbrennungen bezweckte Abschreckung setzte jedoch nicht ein. Stattdessen empfand die Bevölkerung zunehmend Sympathie für die protestantischen Märtyrer, deren Verfolgung über drei Jahre anhielt. Innerhalb wie außerhalb Englands wuchs die Zahl der Gegner Marias, insbesondere durch die Schriften und Druckerzeugnisse protestantischer Exilanten. Das zeigte sich auch am Grad ihrer Vernetzung, die keineswegs nur auf das Inselreich beschränkt blieb, sondern auch auf den Kontinent erstreckte.
Im England des 16. Jahrhunderts waren konfessionelle Verfolgungen keine Seltenheit. Unter Eduard VI. sowie Elisabeth I. wurden Katholiken verfolgt und hingerichtet, während es unter Heinrich VIII. sowohl Protestanten als auch papsttreue Katholiken waren. Insgesamt betrachtet waren die konfessionellen Verfolgungen in England nicht ausgeprägter als auf dem Kontinent. Allerdings fanden sie in England in den 1550er Jahren deutlich häufiger statt als in anderen Ländern. Auch handelte es sich bei den Verurteilten nicht um die Extremisten und Fanatiker, die auf dem Kontinent auf dem Scheiterhaufen endeten, sondern um einfache Gläubige. Zusätzlich erhielten die Verbrennungen eine politische Dimension. Durch Marias unbeliebte Heirat mit Philipp wurden unliebsame Änderungen oft auf die Spanier geschoben. Somit wurden die Protestanten, die sich weigerten zu widerrufen, schnell zu einem Symbol des Widerstands patriotischer Engländer gegen das verhasste Spanien. Allerdings können die Spanier nicht zur Gänze für die Religionspolitik verantwortlich gemacht werden, da Philipps Beichtvater, Alfonso de Castro, die Verbrennungen mit Philipps Erlaubnis in einem Gottesdienst attackierte. „Sie lernten nicht aus der Heiligen Schrift, irgendjemanden aus Gewissensgründen zu verbrennen, sondern im Gegenteil, dass jene leben und bekehrt werden sollten.“

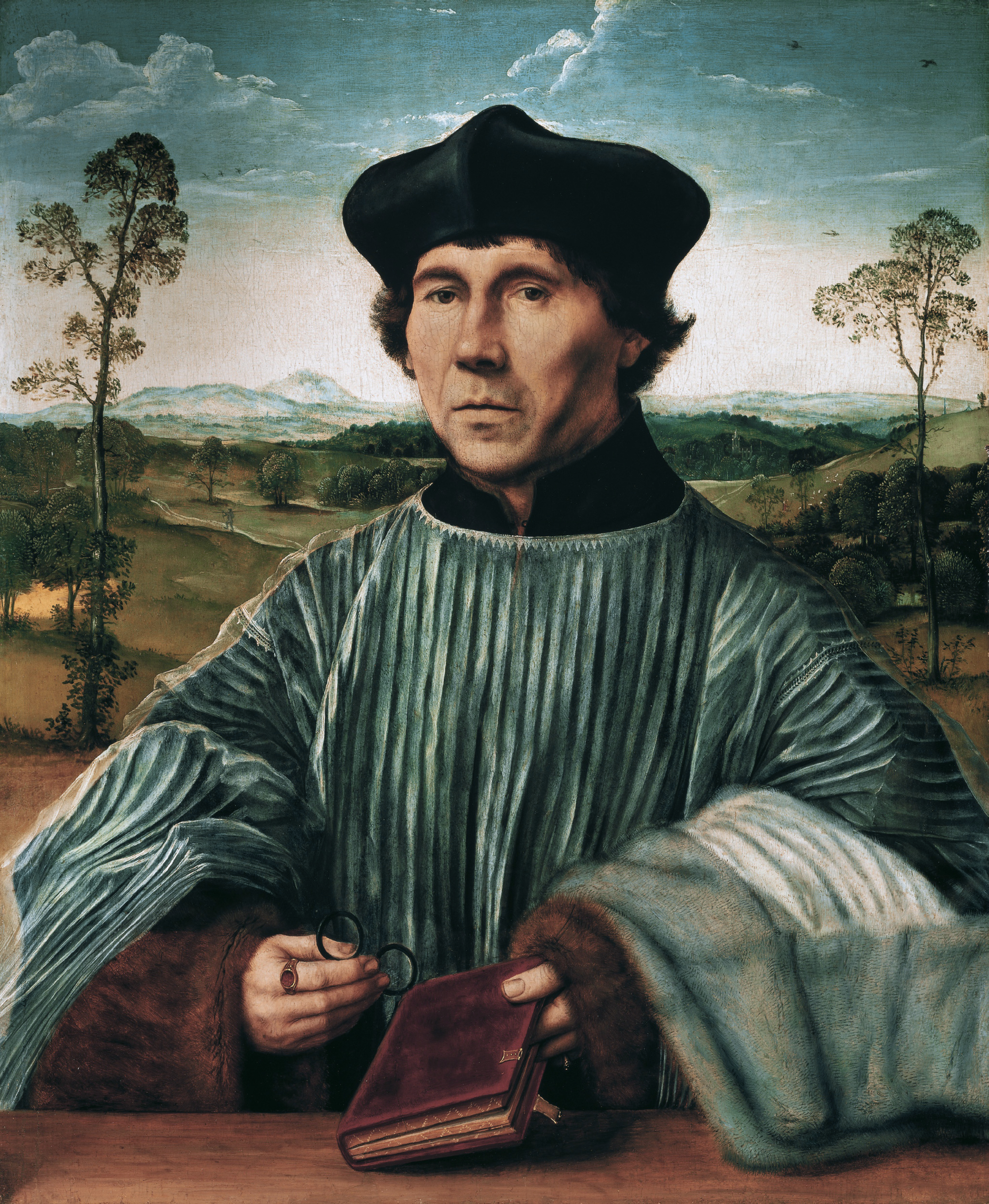
Lordkanzler Stephan Gardiner von Quentin Massys

Historiker sind sich uneins, wer die tatsächliche Verantwortung für die Verbrennungen trägt. John Foxe betrachtete Bonner als einen der schlimmsten Ketzerjäger, allerdings war Bonner eher daran interessiert, Verdächtige zum Widerruf zu bewegen, als sie zu verbrennen. Pole berief sich zwar auf die Verbrennungen, um dem neuen Papst Paul IV. zu beweisen, dass er selbst kein Ketzer sei, wurde jedoch selbst von Foxe als „keiner der blutigen, grausamen Sorte der Papisten“ bezeichnet. Pole erkannte recht schnell, wie unpopulär die Hinrichtungen waren. Allerdings kritisiert Prescott, dass er auch keinen Versuch unternahm, diesbezüglich Einfluss auf die Königin zu nehmen, die stets großen Wert auf seinen Rat legte. Gardiner, dem sehr daran gelegen war, die alte Ordnung wiederherzustellen, stimmte zwar für die Wiedereinführung der Ketzergesetze, zog sich jedoch nach der Verbrennung der wichtigsten Protestanten aus der Ketzerjagd zurück.
Bei manchen Gelegenheiten zeigten sich die weltlichen Behörden deutlich energischer in der Ketzerjagd als die Geistlichkeit. Prescott weist darauf hin, dass in den ersten sechs Monaten der Ketzerverfolgungen die Bischöfe von der Krone für angebliche Faulheit gerügt wurden, während sich diverse weltliche Richter und Sheriffs als eifrige Ketzerjäger einen Namen machten. Auch der Kronrat zeigte sich zumindest duldsam gegenüber den Hinrichtungen, denn Ratsmitglieder ermutigten Bonner, die Verfolgungen fortzusetzen. Peter Marshall weist auf die Möglichkeit hin, dass die Verbrennungen nach der Hinrichtung der prominenten Protestanten eine Eigendynamik entwickelten, hauptsächlich, weil es keine klare Ausrichtung gab.
Inwieweit Maria in die Verbrennungen persönlich involviert war, lässt sich nicht mehr mit Bestimmtheit feststellen. Ihren eigenen Worten zufolge war sie dafür, die Rädelsführer zu verbrennen, das einfache Volk wollte sie allerdings lieber sanft bekehren. Marshall gibt zu bedenken, dass sie Ketzerei zutiefst verabscheute und aufgrund der Demütigungen in ihrer Jugend einen persönlichen Groll gegen Cranmer hegte. Auch berichtete der venezianische Botschafter Soranzo, wie standhaft Maria sich unter ihrem Bruder geweigert hatte, ihrem Glauben abzuschwören. „Ihr Glaube, in den sie geboren wurde, ist so stark, dass sie ihn auf dem Scheiterhaufen zur Schau gestellt hätte, hätte sich die Gelegenheit ergeben.“ Es ist daher durchaus möglich, dass Maria persönlich die Verbrennungen vorantrieb. Eine königliche Order an Bonner vom 24. Mai 1555 befahl ihm, mit Ketzern schneller zu verfahren und keine Zeit zu verschwenden. Allerdings wird von Prescott angeführt, dass Maria sich zu diesem Zeitpunkt bereits für die Geburt ihres Kindes von allen Staatsgeschäften zurückgezogen hatte. Damit besteht die Möglichkeit, dass zumindest in diesem Zeitraum sämtliche königlichen Anordnungen von Philipp und dem Kronrat verabschiedet wurden. Fest steht, dass die Königin die Verfolgungen jederzeit hätte beenden können. In der protestantischen Propaganda erhielt sie daher den Spitznamen Bloody Mary, zu deutsch ‚blutige Maria‘.

#### Wirtschaftspolitik
Maria hatte von ihrem Vater und ihrem Bruder eine Menge Schulden geerbt, und die Regierungsfinanzen waren nahezu außer Kontrolle geraten. Grund dafür war das nach wie vor mittelalterliche Wirtschaftssystem, das dem modernen Königsstaat nicht mehr gerecht wurde. John Baker, Marquess von Winchester und Sir Walter Mildmay versuchten, die Staatskasse zu sanieren, doch benötigten Reformen viel Zeit.
Der königliche Haushalt wurde untersucht, um Einsparmöglichkeiten zu finden. Aus dem Bericht ging hervor, dass die Königin ihre Diener und Untergebenen deutlich großzügiger entlohnte, als ihr Vater es getan hatte, und dass die größten Beträge für die königliche Garderobe ausgegeben wurden.
Der Wertverlust des Geldes, der bereits in den letzten Jahren der Regierungszeit Heinrichs VIII. begonnen hatte, begünstigte die Krise noch. Die Inflation wurde von Heinrichs Finanzier Thomas Gresham nicht entschieden bekämpft und verschärfte sich unter Eduard VI. noch. Maria versuchte, dem dramatischen Wertverlust des Geldes entgegenzuwirken. So wurden drastische Maßnahmen gegen Falschmünzer ergriffen, und der Kronrat diskutierte über eine Währungsreform. Durch die Kriege in Marias letzten beiden Regierungsjahren kam es zu keiner Reform, doch sollte Elisabeth bei ihrer eigenen Währungsreform 1560–61 auf die Erfahrungen von Marias Finanzräten zurückgreifen.

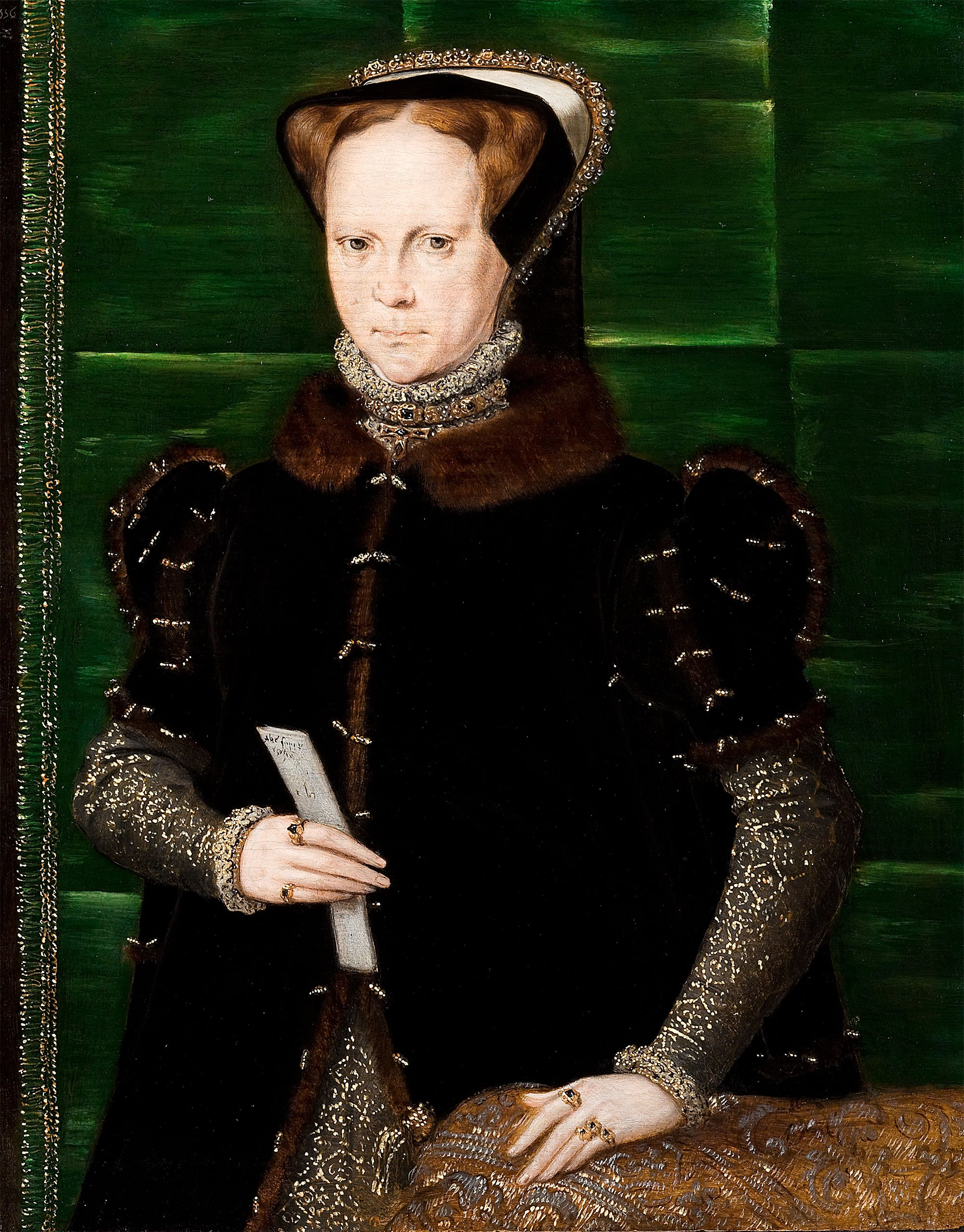
Maria I., Gemälde von Hans Eworth, ca. 1555

Dennoch konnte Maria kleine Erfolge vorweisen. Sie reformierte das Zoll- und Monopolsteuerwesen tiefgreifend, was zu mehr Einkünften für die Krone und der Veröffentlichung des Book of Rates führte, zu deutsch Buch der Gebühren. Es sollte bis 1604 unverändert Gültigkeit haben. So wurde die Einnahme von Zollgebühren zentralisiert, um die Gelder direkt an die Krone abzuführen und zu verhindern, dass die Zollbeamten sich bereicherten. Auch förderte Maria gezielt den englischen Handel, indem sie importierte Ware höher besteuern ließ als in England hergestellte Güter. Allerdings geriet sie damit in Konflikt mit der Hanse, die ihre privilegierte Stellung nicht aufgeben wollte. Da die Hanse der englischen Krone mehrfach Geld geliehen hatte, war Maria zu Zugeständnissen bereit. Die Hanse zahlte zwei Jahre lang dieselben Abgaben wie andere Händler, im Gegenzug durfte sie in England Stoffe erwerben, was ihr zuvor nicht möglich gewesen war. Da die Maßnahme bei den englischen Händlern jedoch sehr unpopulär war, wurde sie nach zwei Jahren wieder rückgängig gemacht.
Da auf den europäischen Märkten starke Konkurrenz herrschte, versuchte Maria, neue Märkte in Übersee zu erschließen. Trotz ihrer Heirat mit Philipp hatte England keinen Zugang zu den Schätzen der Neuen Welt erhalten, weshalb sich Marias Augenmerk auf den Osten richtete. Schon im Juni 1553, in den letzten Tagen unter Eduard VI., war eine Expedition aufgebrochen, die eine Nordostpassage in den Orient suchte. Während der Kommandant Sir Hugh Willoughby starb, gelang es seinem stellvertretenden Kommandanten Richard Chancellor, über das Weiße Meer die russische Stadt Archangelsk zu erreichen. Von dort aus bereiste er Russland und wurde in Moskau von Iwan dem Schrecklichen empfangen. Iwan war an einem Handelsabkommen mit England interessiert, und am 5. April 1555 unterzeichneten Maria und Philipp einen Dankesbrief an Iwan und bestätigten ihre Absichten, mit ihm Handel zu treiben.
Im selben Jahr wurde die Muscovy Company gegründet, die ein Monopol auf den Handel zwischen England und Russland erhielt und bis zur Russischen Revolution im Jahr 1917 Bestand haben sollte. Aus Russland erhielt England Materialien für den Schiffsbau, während England Gewürze, Wolle und Metallwaren exportierte. Ungefähr zur selben Zeit wurde der Queen Mary Atlas in Auftrag gegeben, eine Sammlung prächtiger, präziser Landkarten, die u. a. Europa, Afrika und Asien zeigten, sowie Südamerika und die nordöstliche Küste Nordamerikas. Von den ca. 14–15 Karten sind heutzutage noch neun erhalten.
Zusätzlich trieb Maria soziale Reformen voran und verteilte fast doppelt so viele Freibriefe und Gründungsurkunden wie ihre Vorgänger. Unter anderem förderte sie die Eingemeindungen von Städten und Bezirken, was die Effizienz sowohl der Verwaltung als auch der Industrie erhöhte. Durch ihre Bestrebungen wurde es Städten ermöglicht, vor dem Gesetz als Kapitalgesellschaften aufzutreten. Auf diese Weise konnten Städte aus eigenem Recht Ländereien besitzen und deren Erlöse für Bildungsprogramme, Armenfürsorge und öffentliche Arbeiten verwenden. Auch konnten nun Gemeindeverordnungen erlassen werden, was den Städten Rahmenbedingungen für eine örtliche Gerichtsbarkeit gab.
Die einfache Bevölkerung litt aufgrund von Missernten unter Hungersnöten und Epidemien. Die Reformen benötigten Zeit, um zu greifen. Um die Armenfürsorge zu zentralisieren, ließ Maria allein in London fünf Wohltätigkeitsorganisationen zusammenlegen, so dass Arme in der gesamten Stadt versorgt werden konnten. Proklamationen ließen die hungernde Bevölkerung wissen, wo Korn verteilt wurde. Wer Getreide hortete, musste mit schweren Strafen rechnen, und die Vorräte wurden regelmäßig überprüft. Obwohl die Maßnahmen unter Marias Herrschaft nicht das gewünschte Ergebnis zeigten, sollte ihre Nachfolgerin Elisabeth nachhaltig von ihnen profitieren.

#### Außenpolitik
Maria strebte eine Annäherung Englands an Spanien an, um so ein starkes Gegengewicht zu Frankreich aufzubauen. Ein Grund dafür war die Tatsache, dass ihre schottische Cousine Maria Stuart mit dem französischen Thronfolger verlobt war. Da Maria Stuart ebenfalls einen Anspruch auf den englischen Thron hatte, war sie für die Franzosen eine wichtige Schachfigur. König Philipp versuchte seine Ehefrau daher dazu zu bringen, sich mit ihrer Schwester Elisabeth zu versöhnen und sie nicht von der Thronfolge auszuschließen, obwohl diverse Komplotte in ihrem Namen stattfanden. Wäre Elisabeth ausgeschlossen worden und Maria kinderlos gestorben, wäre der englische Thron an Maria Stuart und somit an das französische Königshaus gegangen, ein Szenario, das Philipp vermeiden wollte. Stattdessen versuchte er Elisabeth mit dem Herzog von Savoyen Emanuel Philibert zu verheiraten, seinem entfernten Verwandten. Auf diese Weise wäre der englische Thron auch in Marias Todesfall unter Philipps Kontrolle geblieben. Elisabeth sträubte sich jedoch gegen diese Ehe, und Maria widerstand Philipps Druck, ihre Schwester ohne Zustimmung des Parlaments zu verheiraten.

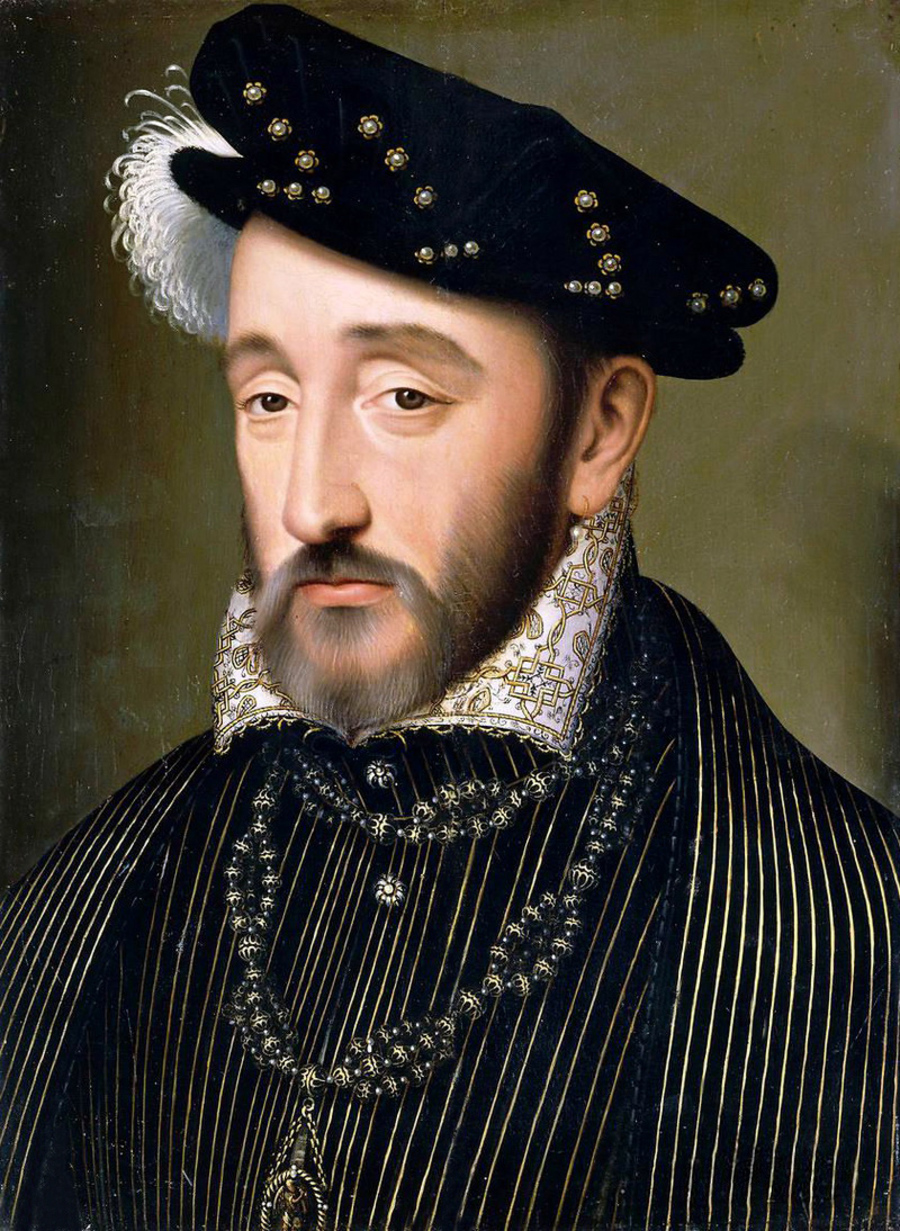
König Heinrich II. von Frankreich

Spanien und Frankreich waren regelmäßig in Kriege miteinander verwickelt. Da stets die Gefahr bestand, dass England in den Konflikt hineingezogen wurde, versuchte Maria zwischen den streitenden Parteien zu vermitteln. In ihrem Auftrag brachte Reginald Pole im Jahr 1555 die verfeindeten Parteien in Gravelines an den Verhandlungstisch und bemühte sich um eine Schlichtung. Allerdings weigerten sich Spanien und Frankreich, einen Kompromiss zu schließen, und die Verhandlungen scheiterten. Zur großen Demütigung von England unterzeichneten Frankreich und Spanien im Februar 1556 ohne englische Vermittlung einen Friedensvertrag, den beide allerdings nur so lange einhielten, bis ihre Streitkräfte sich wieder erholt hatten.
Im September griff Fernando Álvarez de Toledo, Herzog von Alba und Philipps Vizekönig von Neapel, die päpstlichen Staaten an. Daraufhin verbündete sich Papst Paul IV. mit König Heinrich II. von Frankreich und erklärte Philipp und Karl V. den Krieg. Für England wurde die Lage bedrohlich, da Frankreich mit Schottland durch die Auld Alliance verbündet war und im Kriegsfall stets die Gefahr einer schottischen Invasion bestand. Maria bereitete das Land daher auf einen Krieg vor, ließ Truppen ausheben und Schiffe flottmachen. Zudem erklärte sich der Kronrat widerwillig bereit, Philipp Truppen zu schicken, falls die Niederlande angegriffen werden sollten. Der Papst, erbost über Marias Solidarität mit Philipp, entzog Kardinal Pole daraufhin seine Befugnisse als päpstlicher Gesandter und befahl ihm, nach Rom zurückzukehren und sich einer Anklage wegen Ketzerei zu stellen. Maria weigerte sich jedoch, Poles Abreise zuzustimmen, und verlangte, dass – falls überhaupt – ein englisches Gericht über ihn urteilen sollte. Andernfalls drohte sie damit, ihren Botschafter aus Rom abzuziehen. Zeitgenossen befürchteten, dass England ein weiteres Schisma bevorstand.
Im März des Jahres 1557 kehrte Philipp II., mittlerweile nach der Abdankung seines Vaters, zu Maria nach England zurück, um englische Unterstützung anzufordern. Er blieb bis Juli und überredete Maria, Spanien im Krieg gegen Frankreich beizustehen. Dabei sollte England die französische Küste attackieren, um den Truppen in Italien eine Atempause zu verschaffen. Bereits während seines ersten Aufenthaltes in England hatte Philipp die Vergrößerung und Instandsetzung der englischen Marine veranlasst. Maria sicherte den Spaniern gegen den Willen der englischen Bevölkerung ihre Unterstützung zu. Der Kronrat sträubte sich heftig und berief sich dabei auf den Ehevertrag. Auch wies er Maria nachdrücklich darauf hin, dass England nicht in der Verfassung war, eine Kriegserklärung auszusprechen, da die Staatskasse leer war und ein Krieg mit Frankreich Handelsbeziehungen beenden oder stark behindern würde. Laut dem französischen Botschafter Antoine de Noailles bedrohte Maria einige Ratsmitglieder in privaten Unterredungen „mit dem Tod, andere mit dem Verlust all ihrer Besitztümer und Ländereien, wenn sie sich nicht dem Willen ihres Gatten unterwarfen“.
Dennoch erfolgte eine Kriegserklärung erst, als der protestantische Exilant Thomas Stafford im April mit französischen Schiffen in England landete, Scarborough Castle einnahm und erklärte, er wolle das Land von Maria befreien, die durch ihre Heirat mit einem Spanier ihren Thronanspruch verwirkt habe. Philipp verließ England am 6. Juli wieder, und einige Tage später folgten ihm englische Truppen auf den Kontinent. Zur allgemeinen Erleichterung schloss Philipp im September mit dem Papst Frieden, was sich allerdings nicht auf den Krieg mit Frankreich auswirkte. Anfangs gelang es den Engländern, Siege gegen die Franzosen zu erringen und Heinrich II. empfindliche Niederlagen zu bereiten. Zum Jahreswechsel allerdings wurde es ihnen zum Verhängnis, dass im Winter üblicherweise auf Kriegshandlungen verzichtet wurde. Entgegen allen Erwartungen griffen die Franzosen zu Neujahr an, und die Stadt Calais, Englands letzte Bastion auf dem Festland, fiel im Januar 1558 an Frankreich. Es war ein schwerer Schlag für das nationale Selbstbewusstsein. Kardinal Pole nannte den Verlust „diese plötzliche, schmerzliche Katastrophe“, dennoch war sich der Kronrat einig, dass eine Rückeroberung nahezu unmöglich und unbezahlbar war, sehr zum Ärger Philipps, für den Calais von großer strategischer Bedeutung gegen Frankreich gewesen war.

### Tod und Nachfolge

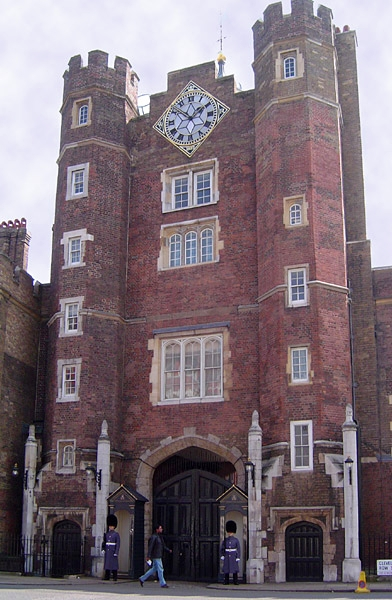
Haupttor des St James’s Palace

In ihren letzten Jahren ging es der Königin körperlich und seelisch schlecht. War sie in ihrer Jugend eine anerkannte Schönheit gewesen, wurde sie in ihren letzten Jahren oft als älter aussehend, als sie war, beschrieben, Zeitgenossen zufolge wegen ihrer Sorgen. Sie litt oft an Depression und ihre Unbeliebtheit machte ihr zu schaffen. Der venezianische Botschafter Giovanni Michieli berichtete, wie groß der Unterschied zum Beginn ihrer Herrschaft war, als sie beim Volk solche Beliebtheit genoss, „wie sie noch keinem Herrscher dieses Königreiches gezeigt wurde.“ Hinzu kamen gesundheitliche Probleme, die Maria seit ihrer Jugend quälten, unter anderem starke Menstruationsbeschwerden. In ihren späteren Jahren wurde sie gegen diese Beschwerden oft zur Ader gelassen, wodurch sie häufig bleich und ausgemergelt wirkte.
Trotz ihrer angeschlagenen Gesundheit hoffte Maria weiterhin, ein Kind zur Welt zu bringen. Nach Philipps Besuch in England hatte Maria eine zweite Scheinschwangerschaft. Diesmal teilte sie ihm ihren Zustand erst mit, als sie sich laut ihren Berechnungen im 6. Monat befand. Philipp, der sich nach wie vor auf dem Kontinent befand, drückte in einem Brief zwar seine Freude aus, verhielt sich aber abwartend, da in England viele Menschen Zweifel an der Schwangerschaft hegten. Als sich der 9. Monat näherte, verfasste Maria am 30. Mai 1558 für den Fall ihres Todes während der Geburt ihr Testament. Darin ernannte sie ihr Kind zu ihrem Nachfolger und ernannte Philipp bis zur Volljährigkeit des Thronfolgers zum Regenten. Da diesmal von Anfang an Zweifel an einer Schwangerschaft bestanden, wurden keine Geburtsräume vorbereitet.
Marias Gesundheitszustand verschlechterte sich zusehends. Sie litt an Fieberanfällen, Schlaflosigkeit, Kopfschmerzen und Sehschwierigkeiten. Im August erkrankte sie an Influenza und wurde in den St James’s Palace gebracht. Dort verfasste sie einen Zusatz zu ihrem Testament, in dem sie zugab, nicht schwanger zu sein, und bestimmte, dass die Krone an denjenigen fallen sollte, der laut den Gesetzen des Landes dazu berechtigt war. Noch immer zögerte sie, Elisabeth als ihre Erbin zu benennen, obwohl sie von den Spaniern und dem Parlament dazu gedrängt wurde, die vermeiden wollten, dass Maria Stuart den Thron erbte. Am 6. November gab Maria nach und benannte Elisabeth als ihre Erbin und Thronfolgerin. Kurz vor Mitternacht am 16. November erhielt sie die Sterbesakramente. Sie starb am 17. November 1558 mit zweiundvierzig Jahren zwischen fünf und sechs Uhr morgens. Sechs Stunden nach ihrem Tod wurde Elisabeth zur Königin proklamiert, weitere sechs Stunden später starb auch Marias alter Freund Reginald Pole.
Marias Leichnam wurde, wie damals üblich, einbalsamiert und drei Wochen lang aufgebahrt. Am 13. Dezember wurde sie in einer großen Prozession und mit allen Ehren, die einer Königin gebührten, nach Westminster Abbey überführt, wo am nächsten Tag die Beisetzung stattfand. Angeführt wurde der Trauerzug von ihrer geliebten Cousine Margaret Douglas. Der Bischof von Winchester, John White, hielt einen warmherzigen Nachruf über ihre Stärken und Verdienste, ihre Tapferkeit in kritischen Situationen und ihr soziales Gewissen den Benachteiligten gegenüber. Allerdings übte er in dieser Rede auch subtile Kritik an Elisabeth, weshalb sie ihn am nächsten Tag unter Hausarrest stellen ließ.
Elisabeth wurde im Jahr 1603 ebenfalls in Westminster Abbey begraben. Drei Jahre später ordnete ihr Nachfolger Jakob I. die Überführung ihres Leichnams an, da er ihre Grabstätte neben Heinrich VII. und Elizabeth of York für sich beanspruchte. Stattdessen wurde Elisabeth in Marias Grab beigesetzt, über dem Sarg ihrer Schwester. Jakob stiftete Elisabeth ein großes Monument, auf dem Maria nur am Rande erwähnt wird. Die lateinische Inschrift auf ihren Grabsteinen lautet:

“Regno consortes et urna, hic obdormimus Elizabetha et Maria sorores, in spe resurrectionis.”

„Partner sowohl in Thron als Grab,
hier ruhen wir, die beiden Schwestern,
Elisabeth und Maria,
in der Hoffnung auf Auferstehung.“

## Titel und Wappen

Wappen Marias nach ihrer Heirat mit Philipp II.

Mit der Thronbesteigung wurde Maria mit demselben Titel zur Königin proklamiert wie ihre direkten Vorgänger Heinrich VIII. und Eduard VI.:
Maria, durch Gottes Gnaden Königin von England, Frankreich und Irland, Bewahrer des Glaubens und Oberhaupt der Kirche von England und Irland. Den Titel des Königs von Frankreich beanspruchten die Könige von England seit 1328, als ihn Eduard III. im Rahmen des Hundertjährigen Krieges angenommen hatte. Obwohl der Titel bis zum Jahr 1802 beibehalten wurde, übte der englische Monarch keinerlei Macht in Frankreich aus.
Nach der Heirat mit Philipp von Spanien wurde das Ehepaar mit König und Königin betitelt. Der offizielle gemeinsame Titel lautete:
Maria und Philipp, durch Gottes Gnaden König und Königin von England, Frankreich, Neapel, Jerusalem und Irland, Verteidiger des Glaubens, Prinzen von Spanien und Sizilien, Erzherzöge von Österreich, Herzöge von Mailand und Brabant, Grafen von Habsburg, Flandern und Tirol.
Mit der Thronbesteigung Philipps änderte sich der Titel erneut:
Maria und Philipp, durch Gottes Gnaden König und Königin von England, Spanien, Frankreich, Beider Sizilien, Jerusalem und Irland, Bewahrer des Glaubens, Erzherzöge von Österreich, Herzöge von Mailand und Brabant, Grafen von Habsburg, Flandern und Tirol.

## Abstammung
|  |                                      |  |  |  |  |  |  |  |  |  |  |  |  |
|  | Edmund Tudor (1430–1456)             |  |  |  |  |  |  |  |  |  |  |  |  |
|  |                                      |  |  |  |  |  |  |  |  |  |  |  |  |
|  |                                      |  |  |  |  |  |  |  |  |  |  |  |  |
|  | Heinrich VII. (1457–1509)            |  |  |  |  |  |  |  |  |  |  |  |  |
|  |                                      |  |  |  |  |  |  |  |  |  |  |  |  |
|  |                                      |  |  |  |  |  |  |  |  |  |  |  |  |
|  | Margaret Beaufort (1443–1509)        |  |  |  |  |  |  |  |  |  |  |  |  |
|  |                                      |  |  |  |  |  |  |  |  |  |  |  |  |
|  |                                      |  |  |  |  |  |  |  |  |  |  |  |  |
|  | Heinrich VIII. (1491–1547)           |  |  |  |  |  |  |  |  |  |  |  |  |
|  |                                      |  |  |  |  |  |  |  |  |  |  |  |  |
|  |                                      |  |  |  |  |  |  |  |  |  |  |  |  |
|  | Eduard IV. (1442–1483)               |  |  |  |  |  |  |  |  |  |  |  |  |
|  |                                      |  |  |  |  |  |  |  |  |  |  |  |  |
|  |                                      |  |  |  |  |  |  |  |  |  |  |  |  |
|  | Elizabeth von York (1466–1503)       |  |  |  |  |  |  |  |  |  |  |  |  |
|  |                                      |  |  |  |  |  |  |  |  |  |  |  |  |
|  |                                      |  |  |  |  |  |  |  |  |  |  |  |  |
|  | Elizabeth Woodville (1437–1492)      |  |  |  |  |  |  |  |  |  |  |  |  |
|  |                                      |  |  |  |  |  |  |  |  |  |  |  |  |
|  |                                      |  |  |  |  |  |  |  |  |  |  |  |  |
|  | Mary Tudor (1516–1558)               |  |  |  |  |  |  |  |  |  |  |  |  |
|  |                                      |  |  |  |  |  |  |  |  |  |  |  |  |
|  |                                      |  |  |  |  |  |  |  |  |  |  |  |  |
|  | Johann II. von Aragón (1397–1479)    |  |  |  |  |  |  |  |  |  |  |  |  |
|  |                                      |  |  |  |  |  |  |  |  |  |  |  |  |
|  |                                      |  |  |  |  |  |  |  |  |  |  |  |  |
|  | Ferdinand II. (1452–1516)            |  |  |  |  |  |  |  |  |  |  |  |  |
|  |                                      |  |  |  |  |  |  |  |  |  |  |  |  |
|  |                                      |  |  |  |  |  |  |  |  |  |  |  |  |
|  | Juana Enríquez (1425–1468)           |  |  |  |  |  |  |  |  |  |  |  |  |
|  |                                      |  |  |  |  |  |  |  |  |  |  |  |  |
|  |                                      |  |  |  |  |  |  |  |  |  |  |  |  |
|  | Katharina von Aragon (1485–1536)     |  |  |  |  |  |  |  |  |  |  |  |  |
|  |                                      |  |  |  |  |  |  |  |  |  |  |  |  |
|  |                                      |  |  |  |  |  |  |  |  |  |  |  |  |
|  | Johann II. von Kastilien (1405–1454) |  |  |  |  |  |  |  |  |  |  |  |  |
|  |                                      |  |  |  |  |  |  |  |  |  |  |  |  |
|  |                                      |  |  |  |  |  |  |  |  |  |  |  |  |
|  | Isabella I. (1451–1504)              |  |  |  |  |  |  |  |  |  |  |  |  |
|  |                                      |  |  |  |  |  |  |  |  |  |  |  |  |
|  |                                      |  |  |  |  |  |  |  |  |  |  |  |  |
|  | Isabella von Portugal (1428–1496)    |  |  |  |  |  |  |  |  |  |  |  |  |
|  |                                      |  |  |  |  |  |  |  |  |  |  |  |  |
|  |                                      |  |  |  |  |  |  |  |  |  |  |  |  |

## Einschätzung durch die Nachwelt
Mit Marias Namen wurde lange Zeit fast ausschließlich die brutale Verfolgung der Protestanten verbunden. Ein Grund dafür ist die stark antikatholische Haltung, die nach ihrer Herrschaft in England aufkam. Protestantismus wurde als Teil der englischen Identität betrachtet, Katholizismus als Teil von Fremdherrschaft, entweder durch die Spanier oder durch Rom. Ein wichtiger Faktor hierbei war Marias unpopuläre Heirat mit Philipp. Marias schlechter Ruf als blutrünstige Protestantenmörderin ist hauptsächlich auf protestantische Propaganda zurückzuführen, wie sie insbesondere von John Foxe betrieben wurde. Im 17. Jahrhundert verfestigte der katholische König Jakob II. die Meinung, dass ein katholischer Herrscher katastrophale Folgen für das Land hatte. Im 19. Jahrhundert erlebte das nun protestantische England zudem eine Phase, in der englische Großartigkeit als vorbestimmt betrachtet wurde, was die katholische Maria in der Geschichtsschreibung automatisch zur Antagonistin stempelte.

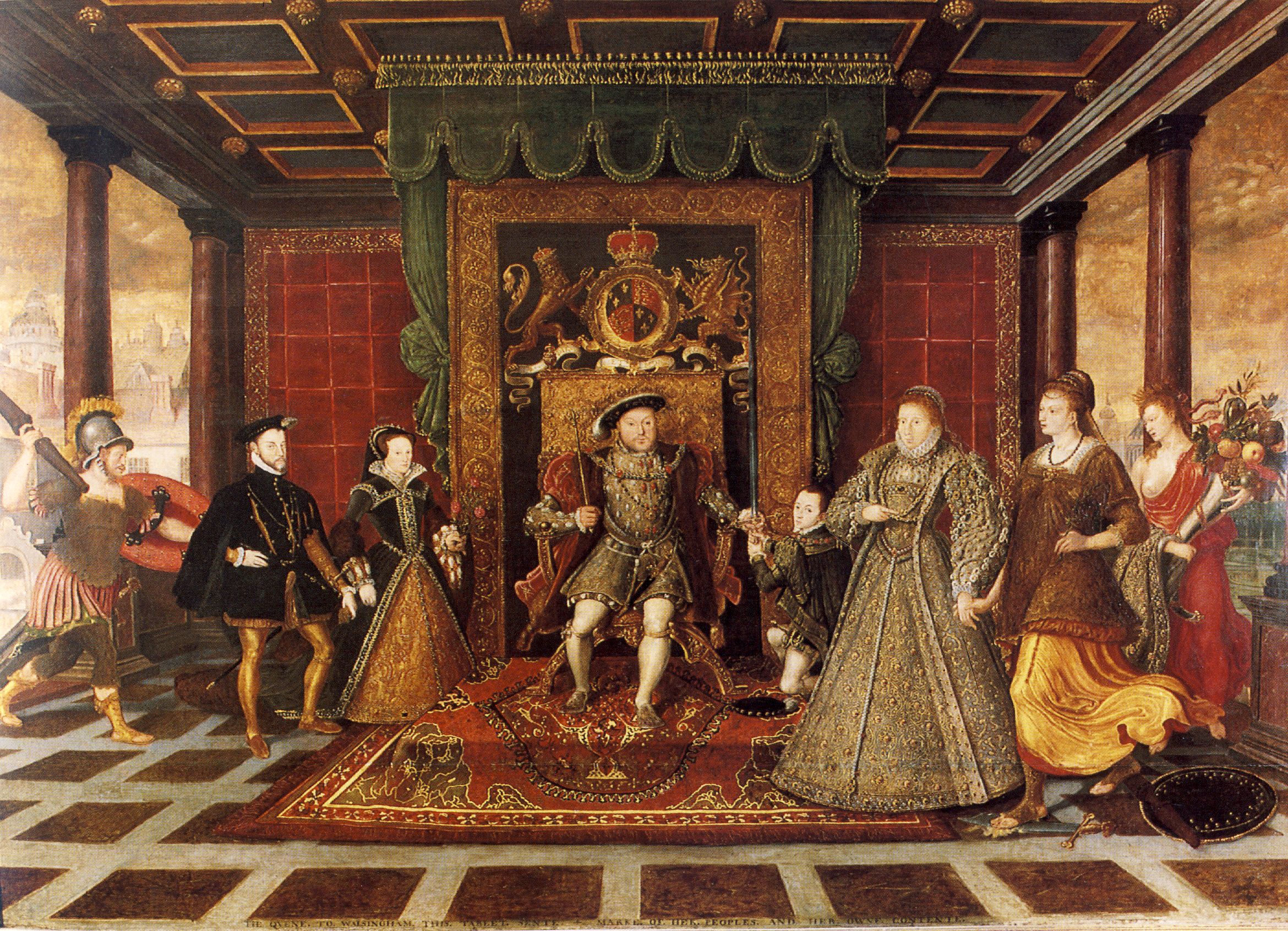
Allegorisches Bild der Tudornachfolge: Heinrich VIII. überreicht Eduard VI. das Schwert der Wahrheit, Maria und Philipp führen den Gott des Krieges herein, Elisabeth I. führt den Frieden und Überfluss herein. Ca. 1572, möglicherweise von Lucas de Heere

Heutzutage zeichnen Historiker ein etwas differenzierteres Bild von Maria. Trotz der Verfolgungen zeigte sich Maria zu Beginn ihrer Herrschaft Glaubensfragen gegenüber sehr tolerant und versuchte nicht, das Volk ohne Zustimmung des Parlamentes durch Zwang zu bekehren. Allerdings mangelte es Maria an dem persönlichen Charisma und der natürlichen Nähe zum Volk, die später Elisabeth besaß. Auf diese Weise schätzte sie die religionspolitische Situation und insbesondere die Reaktion des Volkes darauf falsch ein. Dennoch benötigte Elisabeth mehr als fünf Jahre, um die Änderungen ihrer Schwester wieder rückgängig zu machen, was von Ann Weikl als Beweis gesehen wird, dass der Katholizismus trotz der Verfolgung der Protestanten durchaus wieder Fuß zu fassen begann.
Auch wird Maria oft vorgeworfen, im Gegensatz zu ihrer erfolgreichen Schwester als Königin von England versagt zu haben. Ihre Zeitgenossen bemängelten hauptsächlich, dass ihre Ehe England unter das „Joch Spaniens“ gebracht hatte. Anders als Elisabeth hatte Maria jedoch keine Vorgängerin in Form einer Königin aus eigenem Recht, aus deren Fehlern sie lernen konnte, da ihre Rivalin Jane Grey in ihrer kurzen Zeit als nominelle Königin keine wirkliche Macht ausübte. Die einzige Tradition, auf die sie sich beziehen konnte, war die der Königsgemahlin. In Parlamentssitzungen und Debatten mit dem Kronrat zeigte Maria sich meistens kooperativ und kompromissbereit. Spannungen zwischen ihr und dem Rat entstanden hauptsächlich durch dessen Weigerung, Philipp zu krönen und ehemals kirchliche Ländereien zurückzugeben. Problematisch für sie war, dass ihre Berater zerstritten waren und sie damit niemandem völlig vertrauen konnte. Der Krieg mit Frankreich wurde ihr oft als größter Fehler angelastet, hauptsächlich wegen des Verlusts von Calais.
Dennoch ist die moderne Geschichtsforschung überwiegend der Ansicht, dass Marias Herrschaft nicht als völlig gescheitert betrachtet werden kann. Sie gewann ihren Thron trotz aller Widerstände und sicherte damit die Herrschaft der Tudordynastie. Obwohl England stets eine Königin aus eigenem Recht gefürchtet hatte, regierte Maria gut genug, dass der Gelehrte John Aylmer, Tutor Jane Greys, über sie schrieb: „In England ist es keine so gefährliche Sache, eine Herrscherin zu haben, wie Männer glauben.“ Während ihrer Zeit als Königin initiierte sie sowohl soziale als auch wirtschaftliche und administrative Reformen, von denen Elisabeth, die einige von Marias Beratern übernahm, nachhaltig profitierte. Auch lernte Elisabeth aus Marias Fehlern und konnte sie während ihrer Regierung vermeiden, wie eine Heirat mit einem ausländischen Fürsten und die Unbeliebtheit religiöser Verfolgungen. Als erste eigenständige Königin von England legte Maria den entscheidenden Grundstein dafür, dass weibliche Monarchen die gleichen Rechte und Pflichten ausübten wie männliche.

## Rezeption in Kunst und Literatur

### Goldmedaille
Im Jahre 1554 vergab der spätere Philipp II. den Auftrag an den Medailleur Jacopo Nizzola da Trezzo, eine Goldmedaille von Maria anzufertigen. Die Medaille hatte einen Durchmesser von 6,7 Zentimetern und eine Masse von 183 Gramm. Auf der Vorderseite befindet sich das Bild Marias, die einen großen Perlenanhänger an einer Kette trägt, ein Geschenk Philipps. Die Rückseite zeigt Maria, wie sie Waffen verbrennt. Diese Seite der Medaille trägt die Umschrift CECIS VISUS - TIMIDIS QUIES (deutsch: den Blinden die Sehkraft - den Ängstlichen die Ruhe). Ein Exemplar dieser Medaille befindet sich im British Museum, ein anderes Exemplar ist in privater Hand in den USA (Stand: Januar 2010).

### Theater und Oper
Im 19. Jahrhundert diente das Leben von Maria Tudor als Vorlage für Victor Hugos Theaterstück Mary Tudor, das von Rudolf Wagner-Régeny unter dem Titel Der Günstling vertont und 1935 in Dresden uraufgeführt wurde. Das Libretto schrieb Caspar Neher unter Verwendung der Übersetzung von Georg Büchner. Das Stück Queen Mary von Alfred Tennyson entstand annähernd zur selben Zeit. Ebenfalls auf der Vorlage Hugos basiert die Oper Maria Tudor von Antônio Carlos Gomes, die am 27. März 1879 an der Scala in Mailand uraufgeführt wurde. Das Libretto zu dieser Oper stammt von Emilio Praga. Giovanni Pacini schrieb eine Oper über die Königin Maria im Jahre 1847 mit dem Titel Maria Regina d’Inghilterra.

### Film und Fernsehen
Die Person Maria Tudor tritt in zahlreichen Filmen auf. Zu den bekanntesten zählen:
- Lady Jane von 1985 mit Jane Lapotaire. Obwohl Maria zunächst ein freundschaftliches Verhältnis mit Jane Grey hat und sie nicht hinrichten will, lässt sie sich vom spanischen Botschafter beeinflussen, der Janes Hinrichtung zur Bedingung für Philipps Reise nach England macht. Schweren Herzens stimmt Maria zu.
- Elizabeth von 1998 mit Kathy Burke als Maria. Sie wird als unattraktive, eifersüchtige Frau dargestellt, die ihre Schwester Elizabeth unschuldig in den Tower werfen lässt.
- Elizabeth I – The Virgin Queen, eine Miniserie der BBC von 2006 mit Joanne Whalley als Maria. Die erste Folge thematisiert Elisabeths Arrest. Maria wird als kompetente Herrscherin, aber eifersüchtige Schwester dargestellt, die die Kränkungen unter Anne Boleyn nie vergessen hat und Elisabeth verdächtigt, gegen sie zu intrigieren.
- Die Tudors von 2007 bis 2010 mit Bláthnaid McKeown in der ersten Staffel und ab der zweiten Staffel mit Sarah Bolger als Maria. Getrennt von ihrer Mutter versucht Maria ihre Identität als Prinzessin von England zu wahren, unterwirft sich aber Heinrich, als ihr Leben bedroht wird. Sie zeigt sich ihren Geschwistern Eduard und Elisabeth gegenüber als liebevolle Schwester, gerät jedoch in Konflikt mit ihren protestantischen Stiefmüttern Anna von Kleve und Catherine Parr sowie mit der flatterhaften Catherine Howard.
- Becoming Elizabeth von 2022 mit Romola Garai als Maria. Marias katholischer Glaube gerät in Konflikt mit dem Protestantismus ihres Bruders  Eduard VI.  Folgendermaßen muss sie sich für die Treue zu ihrem Glauben oder Treue zu ihrem Bruder entscheiden. Zusätzlich wird die komplizierte Beziehung zu ihrer Schwester  Elisabeth I. thematisiert. Die Serie schildert, wie die einst wohlwollende und liebevolle Beziehung der drei Geschwister immer mehr von Politik und Religion unterwandert wird.

### Belletristik
Maria ist Gegenstand englischer historischer Romane, von denen einige ins Deutsche übersetzt wurden:
- Philippa Gregory: The Queen’s Fool (2003); deutsch Die Hofnärrin (2007)
- Jean Plaidy: The Shadow of the Crown (Mary Tudor) (1988); deutsch Im Schatten der Krone
- Carolyn Meyer: Mary, Bloody Mary (1999); deutsch Das Gift der Königin (2001)

Sie taucht ebenfalls in historischen Romanen aus dem deutschsprachigen Raum auf.
- Rebecca Gablé: Der dunkle Thron. Lübbe Ehrenwirth, Köln 2011, ISBN 978-3-431-03840-8

2021 erschien die Graphic Novel Bloody Mary von Kristina Gehrmann, in der die Lebensgeschichte von Marias Jugend bis zu ihrem Tod nachvollzogen wird und deren Hauptquelle die Biographie von Carolly Erickson ist.